# Renesanční literatura

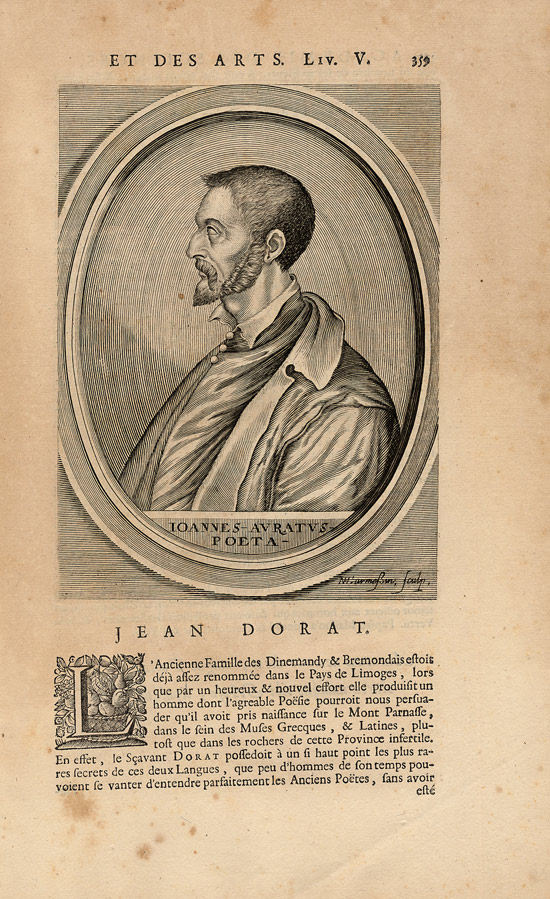
Jean Dorat, vůdce francouzské básnické skupiny Brigáda a duchovní otec skupiny Plejáda

Renesanční literatura je literatura, která vznikla v epoše renesance, trvající přibližně od 14. století do počátku 17. století, a byla součástí tehdy dominantního renesančního uměleckého slohu. Často se užívá také pojmu humanistická literatura. Ten je s pojmem renesanční literatura v běžném užívání téměř synonymní, byť se místo odkazu k epoše a slohu hlásí k humanismu jako dobovému intelektuálnímu hnutí, a je proto o něco užší.
Tradiční pojetí, vycházející z 19. století, chápalo renesanci jako návrat k antice a odklon od náboženského myšlení, takové pojetí je však podle moderního bádání nepřesné, přinejmenším v oblasti vzdělanosti a literatury. Šlo především o vymezení vůči scholastice vrcholného středověku a vůči tradičním univerzitním disciplínám, větší důraz měl být naopak kladen na kultivaci člověka prostřednictvím poezie a rétoriky. Pod heslem „ad fontes“ („k pramenům“) se rozumělo nejen zkoumání a napodobování rukopisů klasické římské antiky, ale také bádání nad řeckými a hebrejskými texty a rovněž návrat k církevním otcům a ke středověkým filosofickým směrům před nástupem scholastiky. Důkladnější poznání řečtiny a hebrejštiny vedlo k rozvoji filologie. Značný důraz byl kladen na filosofa Platóna (na úkor Aristotela) a na novoplatónismus, což vedlo k přísnějšímu oddělování duchovna a tělesna, ale také například k opěvování platonické lásky v milostné lyrice. Vzrostla obliba hermetických učení, astrologie či alchymie.
Pět ústředních konceptů italské renesanční literární kritiky zahrnovalo dekorum (vznešenost formy měla být příslušná obsahu), velkolepost (preferován byl vysoký, monumentální styl a námět), půvab (text, zejména středního a nízkého stylu měl být líbezný a elegantní), rozmanitost (využívání co největšího počtu variant) a podobnost (text měl být podobný dílům klasických autorů, avšak pouze duchem, nemělo se jednat o kopii). Silný byl též požadavek na formální dokonalost metra a geometrické uspořádání díla.
V Itálii, kolébce renesance, se objevila velká díla již ve 14. století, především Boccacciův Dekameron (1353) a Petrarcovy básně. Z 16. století pak pochází například významný myslitel Niccolò Machiavelli, známý příručkou Vladař (tiskem 1532), a epický básník Ludovico Ariosto, autor Zuřivého Rolanda (první verze 1516). Ve Francii v období renesance a humanismu vyniká tvorba Pierra de Ronsard a dalších básníků, ale také rozsáhlý Rabelaisův román Gargantua a Pantagruel (1532–1564) a tvorba Michela de Montaigne, zakladatele žánru eseje. Anglická renesance je spojena s osobností Thomase Mora, autora Utopie (1516), básníkem Edmundem Spenserem, a zejména slavným dramatikem a básníkem William Shakespeare, podepsaným pod tragédiemi jako Romeo a Julie, Hamlet nebo Král Lear. V Německu přinesla tato éra jak texty reformátora Martina Luthera, tak lidově laděné básně a erotické frašky Hanse Sachse. Z Nizozemí pocházel jeden z nejvlivnějších humanistů, Erasmus Rotterdamský, pisatel Chvály bláznovství (1511). Ranou španělskou renesanční tvorbu reprezentují díla jako Celestina (1499) nebo rytířský román Amadís Waleský (první dochovaný výtisk 1508), o sto let později působil Miguel de Cervantes y Saavedra, autor Dona Quijota (1605, 1615), a také významný dramatik Lope de Vega, stojící již na prahu baroka.
K významným osobnostem renesančního humanismu v českých zemích lze počítat latinsky píšícího Bohuslava Hasištejnského z Lobkovic, autora cestopisných, milostných a politických textů, či olomouckého biskupa Jana Dubravia, pisatele Rady zvířat (tiskem 1520). Důležitými překladateli byl Viktorin Kornel ze Všehrd a Řehoř Hrubý z Jelení. Česky psaná literatura, jíž bylo méně než latinské, vycházela péčí významných tiskařů Jiřího Melantricha a Daniela Adama z Veleslavína. Mnoho významných autorů pocházelo z Jednoty bratrské, například Jan Blahoslav, Václav Budovec z Budova nebo Karel starší ze Žerotína. K vrcholným dílům patří nový český překlad bible, takzvaná Bible kralická, vydaná v letech 1579–1593.

## Charakteristika

### Vymezení vůči scholastickému středověku

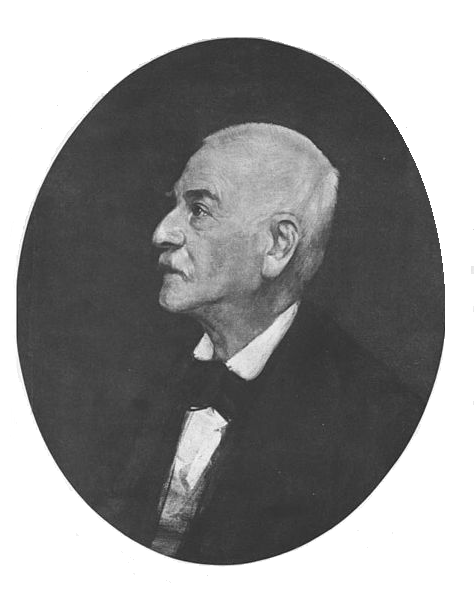
Jacob Burckhardt, autor oblíbené, ale moderními badateli revidované koncepce renesance jako překonání „středověkého tmářství“

V některých pracích se lze setkat s tvrzením, že renesanční humanisté již nekladli důraz na Boha, nýbrž na člověka, a vymaňovali ho ze závazků a jistot náboženského systému, nebo že šlo dokonce o odvracení od Bible směrem ke klasickým pohanským ctnostem a zesvětštění morálky, a tedy že v tomto ohledu je humanismus předchůdcem moderního sekularismu a ateismu. Jiní badatelé však namítají, že ačkoliv v renesanci skutečně dochází k jistým změnám paradigmatu či uvažování o světě, nelze je zobecňovat tímto způsobem – jednalo se spíše o snahu uchopit křesťanskou a antickou tradici novým způsobem. Religiozita měla být podle představ renesančních humanistů osobní, formovaná individuálními zkušenostmi autora a emancipovaná od církevní autority, ačkoliv nemálo renesančních autorů zároveň zastávalo vysoké církevní funkce. Přežívající představa, že renesanční písemnictví využívalo ateistických myšlenek a osvobozovalo člověka, vychází zejména z romantizujících prací, které renesanci zpopularizovaly v 19. století. K těmto knihám patří zejména Kultura renesance v Itálii (1860) Jacoba Burckhardta, v níž se tvrdilo, že v renesanci prorazil moderní sekulární individualismus „závoj náboženské víry, iluze a dětinských pověr“, a také publikace Averroes a averroismus (1852) Ernesta Renana, v níž je jako předvoj ateismu chápán protischolastický averroismus, vycházející z myšlenek Averroese (Ibn Rušda), vlivného arabského filosofa 12. století, a prosazující mimo jiné ideu takzvané dvojí pravdy (teologické a filosofické).
Renesanční humanistická literatura se nicméně důsledně vymezovala především vůči scholastice, která od 12. století ovládala evropské myšlení, a proti dominanci tradičních univerzitních disciplín (právo, lékařství, filosofie, teologie). Větší důležitost byla naopak přikládána gramatice, rétorice a poezii. Rozkol byl pozorovatelný také v oblasti písma, nejprve rukopisného a později tištěného. Zatímco konzervativnější univerzitní texty užívaly „littera moderna“ (gotické písmo), humanistické knihy byly psány a vydávány v „littera antiqua“ (humanistické, i v moderní době užívané písmo). Humanistické písmo nicméně nevycházelo z antické minuskuly, neboť nebyly k dispozici žádné příklady k napodobení, a muselo vzít zavděk nápodobou karolinské minuskule z 9.–12. století – nebyl-li možný návrat k antice, měli humanističtí spisovatelé v úmyslu vrátit se přinejmenším k jednodušším, ranějším tvarům, a jakýmkoliv způsobem se zbavit scholastických způsobů. Univerzity na snahy renesančních humanistů reagovaly dlouho nepřívětivě a novým literárním metodám se otevíraly jen velice pomalu.
Součástí humanistických snah bylo posílení úlohy poezie na úkor prózy a posílení umělecké literatury na úkor filosofických, vědeckých a odborných spisů typických pro scholastiku. Tyto tendence byly pozorovatelné již od konce 13. století u raných humanistických myslitelů zejména v italské Padově (Lovato Lovati, Albertino Mussato) a později ve 14. století u autorů jako Francesco Petrarca, Giovanni Boccaccio nebo Coluccio Salutati.

### Návrat k pramenům a platonismus

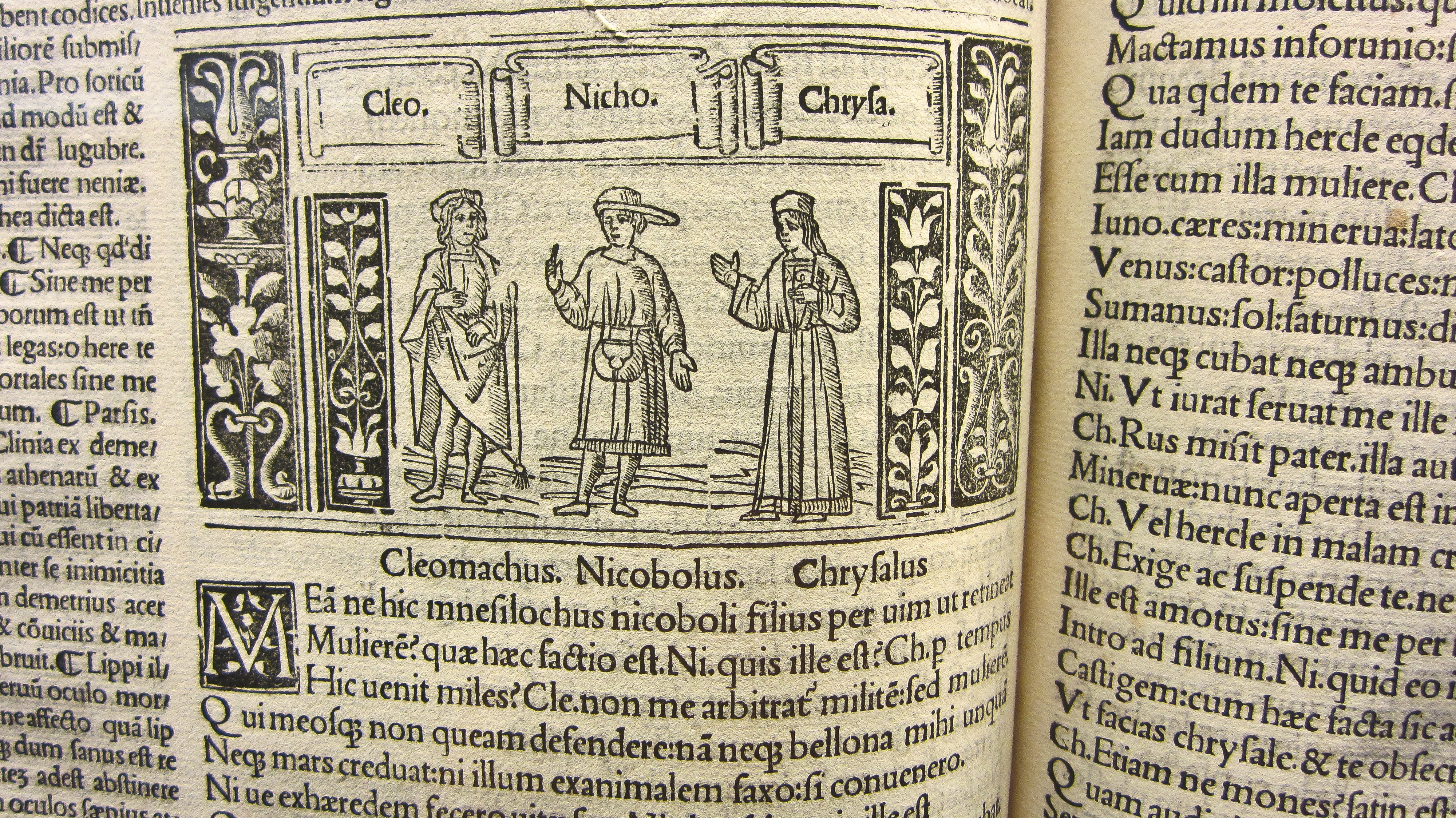
Úryvek ze hry Dvě Bakchidy (výtisk z roku 1515), jejíž římský autor Titus Maccius Plautus se v období renesance stal díky svým nově nalezeným textům značně oblíbeným

Klíčové heslo renesance znělo „ad fontes“ („k pramenům“) a vztahovalo se ke snaze zkoumat staré latinské, řecké a hebrejské texty v co nejpůvodnějším znění. Tato snaha vedla také k hmotnému získání rukopisů a následné popularizaci některých dočasně zapomenutých textů: patřily k nim některé řeči Ciceronovy, dvanáct komedií Plautových, Lucretiův didaktický epos O přírodě (De rerum natura), Statiovy Silvae a někteří tvůrcové jako básníci Silius Italicus a Marcus Manilius nebo historik Quintus Asconius Pedianus. Návrat k minulosti a k pramenům ovšem neznamenal nutně jen obdiv ke klasické antice, na úkor nedávné minulosti začala být preferována tak pozdní antika a středověk před obdobím scholastiky. Do centra pozornosti se tak znovu dostali církevní otcové a někteří filosofové 12. století jako Jan ze Salisbury nebo platónská Chartreská škola.
Získávání rukopisů, zejména řeckých, bylo usnadněno Pádem Konstantinopole v roce 1453, kdy se mnoho učenců znalých řecké a byzantské tradice, někdy také se svými knihovnami, přesunulo z Malé Asie na italské šlechtické dvory a do italských univerzit. V 16. století pak začaly také v severnějších zemích vznikat instituce specializované na zkoumání a výuku řecké vzdělanosti a literatury – v roce 1518 vznikla na popud Erasma Rotterdamského latinsko-řecko-hebrejská Kolej tří jazyků (Collegium Trilingue) při univerzitě v Lovani. Podobnou tříjazyčnou kolej, Kolej královských lektorů (Collège des lecteurs royaux, pozdější Collège de France), pak založil v roce 1530 francouzský král František I. jakožto samostatnou laickou fakultu nezávislou na Pařížské univerzitě. Řecké literární, historiografické, filosofické i vědecké však byly zároveň ve velkém překládány do latiny, což umožňovalo kontakt s antickou řeckou vzdělaností i těm badatelům a umělcům, kteří se řecky nenaučili.

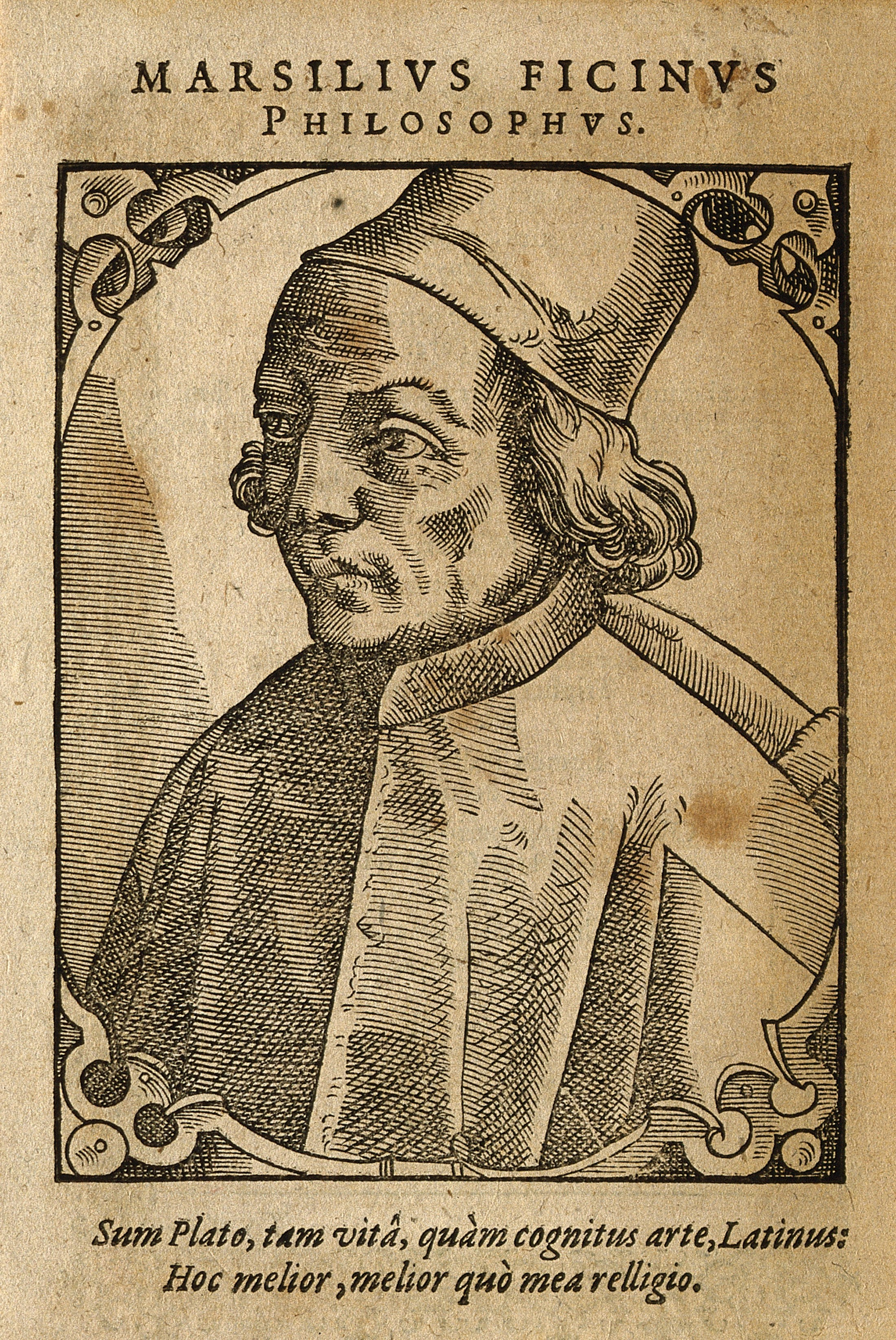
Marsilio Ficino přeložil Platónovy dialogy a Corpus Hermeticum Herma Trismegista do latiny

Se zaměřením na řeckou vzdělanost se pojí také zvýšení zájmu o starověkého řeckého filosofa Platóna, platonismus a novoplatonismus, na úkor aristotelismu typického pro vrcholně středověkou filosofii. Florentský učenec Marsilio Ficino přeložil z řečtiny do latiny všech 36 známých Platónových dialogů (1484) a následně také Plótínovy Enneady (1492). Platónské pojetí, v němž bylo přísně odděleno nedokonalé tělesno a dokonalé duchovní Dobro a Krásu, předmět platonické lásky lidské duše, mělo v oblasti slovesného umění velký vliv například na milostnou poezii. Velké popularity dosáhly mezi učenci a spisovateli rovněž hermetická učení, vycházející z textů připisovaných údajnému řeckému mudrci Hermu Trismegistovi, rovněž přeložených na konci 15. století Ficinem. Renesanční snaha o odhalení skrytých zákonitostí se pak projevovala v oblibě oborů jako astrologie, alchymie nebo v zájmu o kabalu a jiné projevy okultního a magického myšlení.
Charakteristické je pro renesanci pokračování odklonu od jazykového univerzalismu, který započal již ve vrcholném středověku. Stále více důležitých děl vznikalo ve vernakulárních (národních) jazycích, byť latina jako celoevropský jazyk vzdělanců hrála stále významnou roli a v 15. století dokonce v Itálii zaznamenala dočasný návrat na výsluní. Položení důrazu na myšlenku „ad fontes“ totiž vedla ke značnému rozvoji filologie a k vydávání komentovaných spisů i méně známých antických filosofů. S tímto deklarovaným „návratem k antice“ souviselo také odmítnutí „barbarské“ středověké latiny a snaha užívat přísně klasickou ciceronskou latinu, v souladu s antickými gramatickými a rétorickými pravidly. Latinská renesanční literatura pak díky tomu často byla tvořena díly vysoké stylistické úrovně, jak dokládají například spisy florentského novoplatónského filosofa Marsilia Ficina.
Odpor k tělesnosti se projevil také zesílením odporu vůči sexuálně „nemorálním“ dílům ze strany katolické církve. Například papež Pavel IV. dal do klatby populární texty Poggia Braccioliniho a Pietra Aretina, jakož i poezii Luigiho Pulciho a Francesca Berniho. Objevovaly se rovněž výhrady vůči častému užívání antické pohanské symboliky v dílech, tato kritika však byla determinována geograficky, neboť přicházela od severnějších myslitelů převážně vůči Italům – vyslovil ji jak papež Hadrián VI., tak významný humanista Erasmus Rotterdamský (oba původem z Nizozemí).
Jiní badatelé si však povšimli také opačného fenoménu, a sice pronikání tělesné smíchové kultury, ve středověku vyhrazené lidovým vrstvám, do oficiální literatury. Autorem této koncepce se stal Michail Michajlovič Bachtin, když vstupem groteskní koncepce těla do románového žánru vysvětlil dobovou oblíbenost Françoise Rabelaise a jeho textu Gargantua a Pantagruel. Četné vulgární a výsměšné pasáže a fekální humor, v Rabelaisově románu přítomné, chápal jako obdobu podvratného středověkého karnevalu, obracejícího a zesměšňujícího posvátno. Podobné projevy pak spatřoval také například v Cervantesově Donu Quijotovi, v němž je přítomen jak zmrtvělý, odtažený idealismus Quijotův, tak zemitý, materiálně tělesný a všelidový Sancho Panza, působící jako smíchový korektiv vážnosti.

### Koncepty literární kritiky

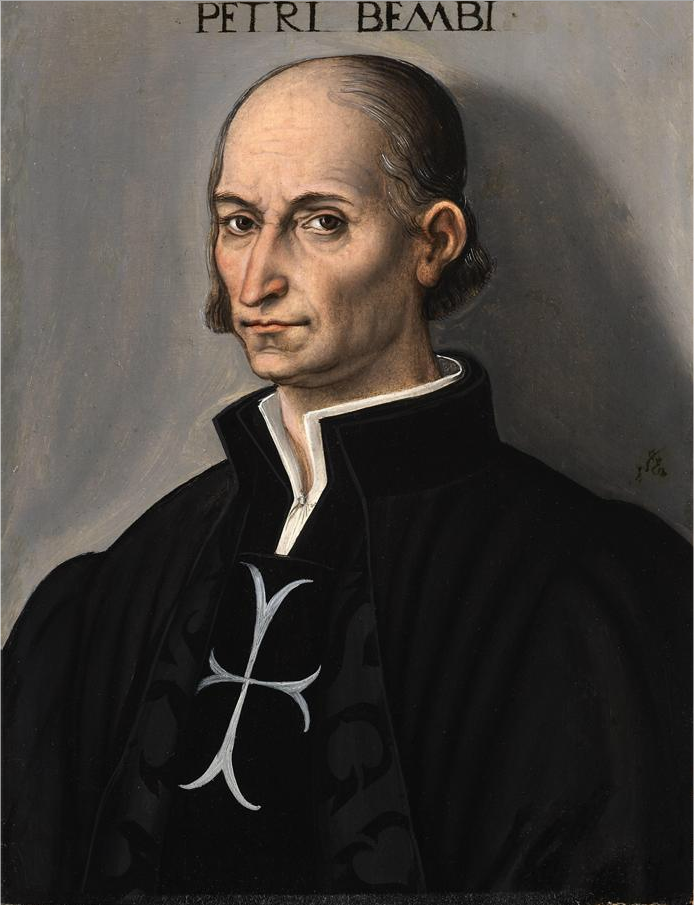
Pietro Bembo, autor, jehož úvahy o literatuře značně ovlivnily humanistické písemnictví, na portrétu Lucase Cranacha mladšího (asi 1532–1537)

Pět ústředních konceptů renesanční literární kritiky tvořilo dekorum, velkolepost, půvab, rozmanitost a podobnost. Dekorum znamenalo příslušnost tématu a obsahu vhodné formě. Benátský myslitel Pietro Bembo (1470–1547) rozdělil „způsoby a styly“ na tři základní roviny: vysoký styl používaný pro velké náměty (užívaná slova jsou vážná, majestátní, zvučná, okázalá, nevšední), střední styl a nízký styl spojený s nízkými či vulgárními náměty (používaná slova jsou lehká, jednoduchá, skromná, obyčejná a samozřejmá). Do tohoto schématu nezapadal například Dante Alighieri, neboť vznešený námět spojil v Božské komedii s motivy vnímanými Bembem jako nízké, a tento posud Bembo odsuzoval jako nesprávný. Preferovaným postupem byla přirozeně tvorba o vznešených námětech a ve velkém stylu, což odpovídá požadavku velkoleposti. Znamenalo to, že z preferované vysoké literatury byla vyloučena jak určitá témata (zejména život obyčejných lidí), tak určitá slova (sova, netopýr), popřípadě bylo záhodno užívat popisů (například Neptun místo moře). Toto přísné spojení stylu a jemu příslušného tématu později jako pravidlo literární tvorby vyvrcholilo ve francouzském klasicismu 17. století.

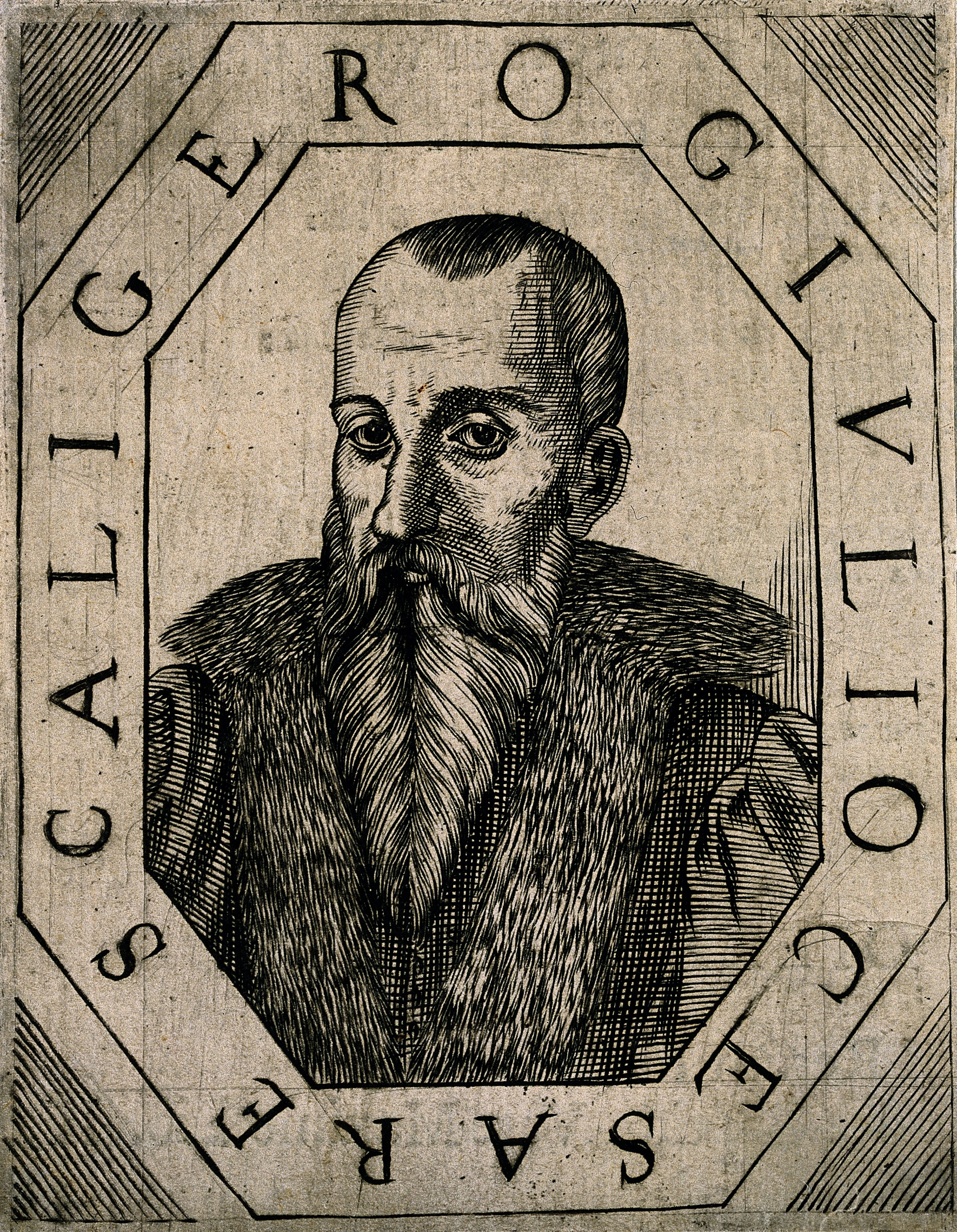
Julius Caesar Scaliger, myslitel, jenž svou prací Sedm knih o básnictví značně ovlivnil humanistickou poezii, zde na rytině z roku 1666

Oproti středověku byl pro renesanční literaturu typičtější ostré rozdělení na vysokou tvorbu určenou elitám (vzdělané šlechtě) a na nízkou tvorbu. Zatímco Boccaccio byl populárním v toskánských obchodnických rodinách, což bylo vnímáno jako přiměřené, vzhledem k jeho „nízkému“ stylu psaní a použitým námětům, Francesco Petrarca dosáhl oblíbenosti prakticky jen mezi šlechtici. To však neznamená, že zde nedocházelo k prolínání: autoři jako Ludovico Ariosto, Giovanni Pontano nebo Lorenzo I. Medicejský s oblibou tvořili také lidové žánry jako písně a karnevalové popěvky, byť je do jisté míry přizpůsobovali svému prostředí.
Takzvaná rozmanitost spočívala ve využívání co největšího počtu variant – v Boccacciově Dekameronu je naplněním tohoto ideálu různorodost úvodů k jednotlivým povídkám, v Ariostově Zuřivém Rolandovi (první verze 1516) zase velká variabilita zpracovaných námětů. Podobné hledisko však uplatnil také fanatický kazatel Savonarola (1452–1498) ve své chvále bible. Půvab literárního díla mohl nabývat různých podob, vycházel z představy, že text poskytuje potěšení, a pojil se s pojmy jako sladkost, elegance nebo líbeznost. Vyhrazen však byl spíše pro díla středního a nižšího stylu, například pro „pokleslý“ Boccacciův Dekameron. Podobnost či nápodoba se konečně vztahovala k čerpání z antických zdrojů a jejich obměňování či proměňování. Nápodoba byla žádoucí, Bembo například schvaloval snahu autorů připodobnit se Ciceronovi v podstatě díla, avšak nežádoucí bylo kopírování detailů jeho stylu. Také Angelo Poliziano (1454–1494) ostře odsuzoval dobově rozšířené kopírování antických vzorů a jejich „papouškování“ a doporučoval, aby si autoři našli vlastní způsob vyjádření, což lze chápat jako projev humanistického důrazu na člověka jako individuum.
Velký význam měla pro uměleckou kritiku také představa, že vše se dá změřit a zvážit. Albrecht Dürer nejprve zavedl výklad pomocí měr, čísel a geometrie ve výtvarném umění, s odkazem na biblický výrok, že Bůh „stvořil všechno do míry, počtu a váhy“ a na východiska pythagorovská, platónská a novoplatónská. Posléze přešly tyto ideje také do hudby a literatury. Zakladatelem nové literární nauky se stal Julius Caesar Scaliger, autor Sedmi knih o básnictví (Poetices libri septem, 1561), v nichž dovozuje, že pro básníka není určující bájení, nýbrž správné užívání metra. Metricky podmíněný měl být ovšem také obsah. Básníkovým úkolem bylo rovněž vybírat krásné jednotlivosti a detaily z života a přírody a následně je sestavovat do nového, geometricky dokonale uspořádaného celku. Básník se tímto způsobem stával „druhým bohem“ (alter deum).

## Renesance a humanismus v národních literaturách

### České země

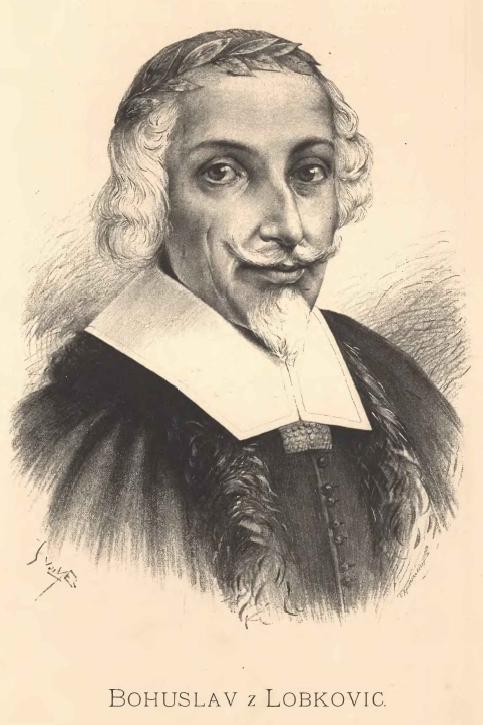
Bohuslav Hasištejnský z Lobkovic, významný latinsky píšící autor českého humanismu (podobizna z 19. století)

V českých zemích začali první humanističtí spisovatelé působit na sklonku vlády Jiřího z Poděbrad. Panování jagellonské dynastie (1471–1526) lze pak ztotožnit s obdobím raného českého humanismu. Někdy je však za raného humanistického či protohumanistického učence a básníka označován již Jan IX. ze Středy (1310–1380), kancléř krále Karla IV., silně ovlivněný svým přátelstvím s Francescem Petrarcou. Ve druhé polovině 15. století pak přinesl italský renesanční vliv do českého prostředí Hynek z Poděbrad, když do češtiny přeložil 11 novel z Dekameronu a přidal k nim jednu vlastní. Z poděbradské doby se také dochovaly fragmenty latinských prací Šimona ze Slaného a politicky laděný Dialogus (1469) Jana z Rabštejna.
Od poloviny 15. století byla důležitým centrem humanistické literatury Olomouc, v níž působili biskupové Tas z Boskovic, Stanislav I. Thurzo a zejména Jan Dubravius, autor mimo jiné latinské Rady zvířat (Theriobulia, tiskem 1520) a Dějin Království českého (Historiae Regni Boiemiae, 1552) čítajících 33 knih. První velkou osobností v Čechách se stal v Itálii vzdělaný Bohuslav Hasištejnský z Lobkovic, zakladatel české latinsky psané humanistické literatury. Ve svých rozsáhlých dílech popsal ve verších nejen dobovou politiku, ale také zážitky z cest a duchovní a milostné city. Byl rovněž autorem filosofických próz, například spisu O lidské ubohosti (De miseria humana, 1495). Svou roli však sehrálo též písemnictví v češtině. Z roku 1518 pochází anonymní Frantova práva, parodie na cechovní předpisy a kazatelská exempla. Významná byla rovněž raně humanistická činnost překladatelská – Viktorin Kornel ze Všehrd převedl do češtiny spisy Svatého Cypriána a Jana Zlatoústého, jakož i právní texty. Řehoř Hrubý z Jelení překládal a upravoval antické a starší humanistické práce, například Ciceronovy, Petrarcovy nebo Erasmovy. Mikuláš Konáč z Hodiškova přeložil Lúkiana, Petrarcu nebo Piccolominiho.

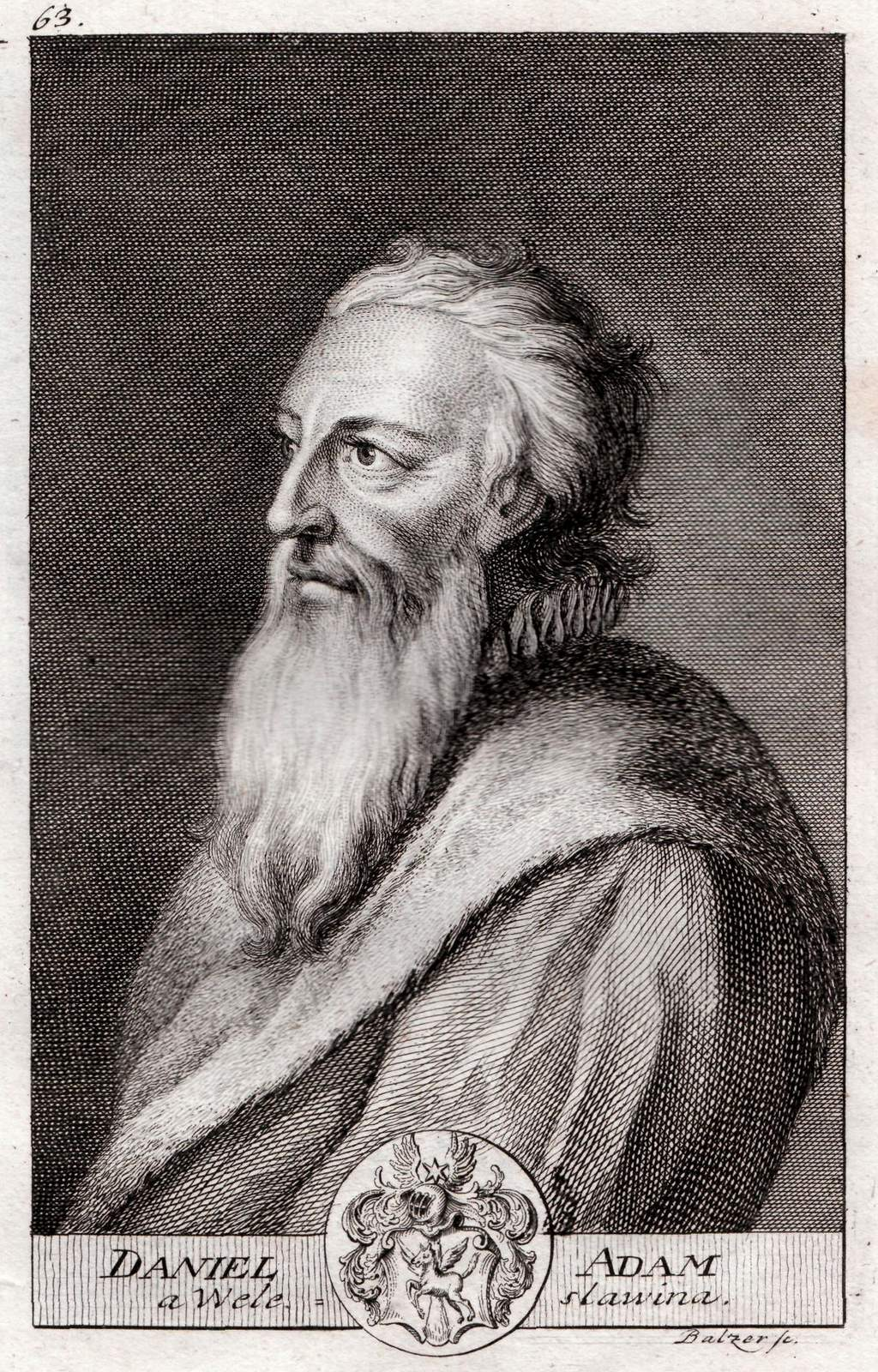
Daniel Adam z Veleslavína, významný český humanistický vydavatel (vyobrazení z roku 1777)

Rozdělení na početnější latinské písemnictví a spořeji zastoupenou českou literaturu pokračovalo i ve vrcholném humanismu, spojovaném s érou prvních Habsburků na českém trůně (1526–1619). Latinskou poezii skládala mimo jiné básnická družina Jana Hodějovského, pojmenovaná tak podle svého patrona Jana staršího Hodějovského z Hodějova a vedená Matoušem Collinem z Chotěřiny. Čtyřdílný sborník Směs básní (Farragines poematum) vydala v letech 1561–1562. Ze starší generace latinských básníků vydával texty Tomáš Mitis, představitelem mladší generace se pak stal Jan Campanus Vodňanský, autor hry Čechie (Cechias, 1616). Vydáváním epigramů namířených proti ostatním humanistům se proslavil Pavel Litoměřický z Jizbice. Latinské básně psala také Alžběta Johana Vestonie, nevlastní dcera Edwarda Kelleyho, označovaná za první ženu v dějinách českého písemnictví. Na přelomu 16. a 17. století tvořil též Jan Chorinnus, autor epikurejských idyl, souborně vydaných jako Čtyři idyly o čtyřech ročních obdobích (Idyllia quatuor de quatuor anni partibus, 1616). Významná vědecká díla napsali lékaři Ján Jesenský, Tadeáš Hájek z Hájku a další učenci na dvoře Rudolfa II.
Česky psaná literatura se období vrcholného humanismu vyznačovala zaměřením spíše na didaktické knihy z dílen Jiřího Melantricha a Daniela Adama z Veleslavína v Praze a Jana Günthera v Olomouci. Pro jazyk tohoto období se pod vlivem Veleslavínových tisků vžilo označení veleslavínská čeština. Kronika česká (1541) Václava Hájka z Libočan, dobově spadající pod humanismus, patří svým vypravěčským stylem ještě spíše k pozdně středověké literatuře. K významným historiografickým pracím konce 16. a začátku 17. století patří dílo Bartoloměje Paprockého z Hlahol. Nábožensko-filosofické texty tvořil v rámci jednoty bratrské Lukáš Pražský, jeho žák Jan Augusta a též Augustův odpůrce Jan Blahoslav, autor Filipiky proti misomusům, v níž se vítězně postavil na stranu obhájců vyššího vzdělání. Kromě toho Jan Blahoslav přeložil do češtiny Nový zákon (Nový zákon vnově do češtiny přeložený, 1564) a stal se také autorem kazatelské a hudební příručky. Jednota bratrská pak vytvořila kompletní překlad Písma svatého, známý jako Bible kralická (první vydání v šesti dílech v letech 1579–1593). K jednotě bratrské patřil rovněž Václav Budovec z Budova, člen poselstva k sultánu Muradovi III. a autor polemického díla Antialkorán (1614), a Karel starší ze Žerotína, do jehož bohatého světa dává nahlédnout korespondence v pěti jazycích (česky, latinsky, německy, francouzsky, italsky). Svědkem dobových poměrů se stala též autobiografická próza, kupříkladu Paměti (1610–1626) Mikuláše Dačického z Heslova, a cestopisná literatura, k jejímž vrcholům patří díla Oldřicha Prefáta z Vlkanova a Kryštofa Haranta z Polžic a Bezdružic.

### Itálie

#### 14. století

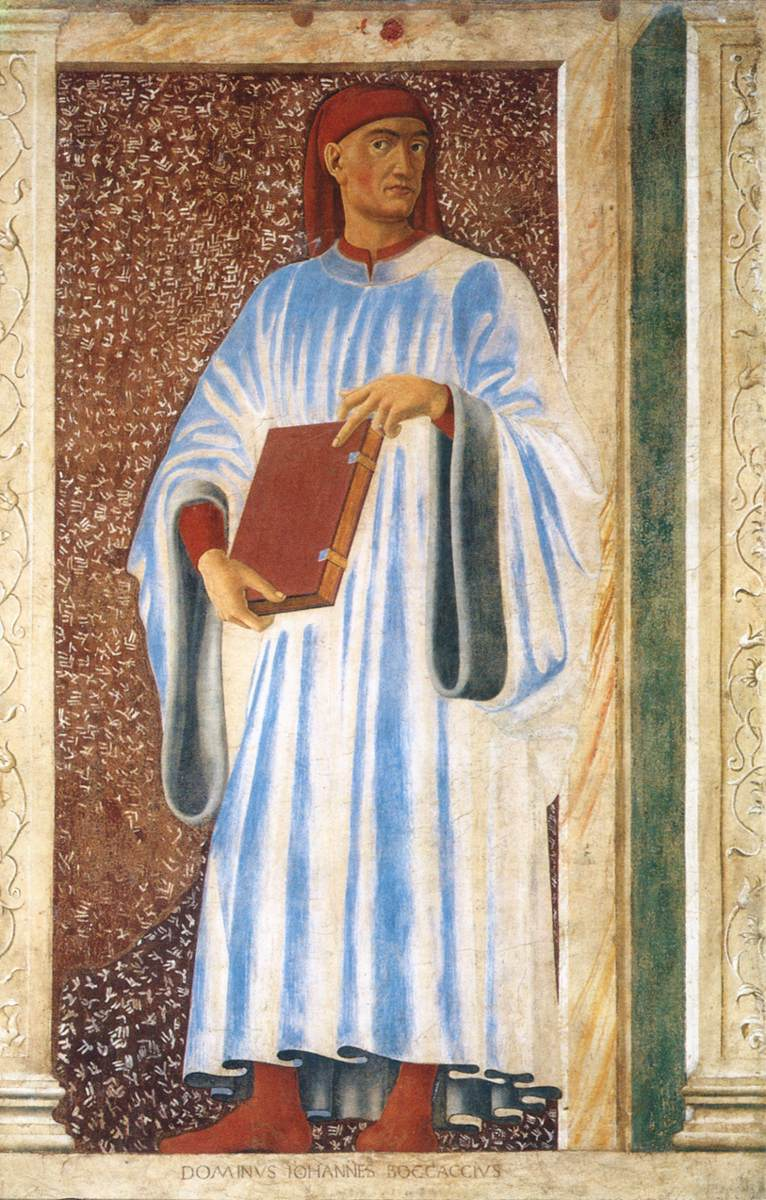
Giovanni Boccaccio, autor věhlasného souboru novel Dekameron

Itálie byla prostředím, ve kterém se renesanční a humanistické ideje zrodily. První důležití tvůrcové označovaní za renesanční působili na Apeninském poloostrově již ve čtrnáctém století, v italském kontextu označované jako trecento. Za dovršitele středověkých tradic a duchovního předchůdce renesanční literatury je považován Dante Alighieri (1265–1321), slavný především svou Božskou komedií (asi 1307–1321), renesanční tvorba v pravém slova smyslu začala však až s následující generací. Z rané renesanční prózy je nejvýznamnější Dekameron (1353), napsaný florentským básníkem a prozaikem Giovannim Boccaciem (1313–1375). Tento soubor jednoho sta novel je vyprávěn postavami sedmi šlechticů a tří šlechtičen, uprchlých z Florencie v době morové epidemie v roce 1348. Dekameron a jeho postavy pak ovlivnily mnohou pozdější tvorbu, nejen prozaickou – upjatý Calandrino, oblíbený cíl praktických žertů, o kterých se vypráví, se stal inspirací pro postavy a situace v italské renesanční komedii, například pro osobu Calandra, směšného protagonistu hry La calandrie (1513) Bernarda Dovizziho.
Poezie italského 14. století je reprezentována především osobností Francesca Petrarcy (1304–1374). Podobně jako Boccaccio se Petrarca hlásil k odkazu Danta Alighieriho a tvořil jak v latině, tak ve vernakulárním jazyce – dialektu italštiny. Svým užitím jazyka značně ovlivnil podobu vznešeného básnického stylu v italštině. Jeho nejvýznamnějším dílem je Zpěvník (Il Canzoniere). Sbírka, kterou Petrarca sestavoval po celý život, obsahuje 366 básní, převážnou většinu z nich tvoří sonety (317), přítomné jsou ale také kancóny (29), sestiny (9), balady (7) a madrigaly (4). Středobodem většiny těchto textů je Laura de Noves a psychologické zachycení Petrarcovy lásky k ní, od prvního setkání až po vyrovnávání se ztrátou.

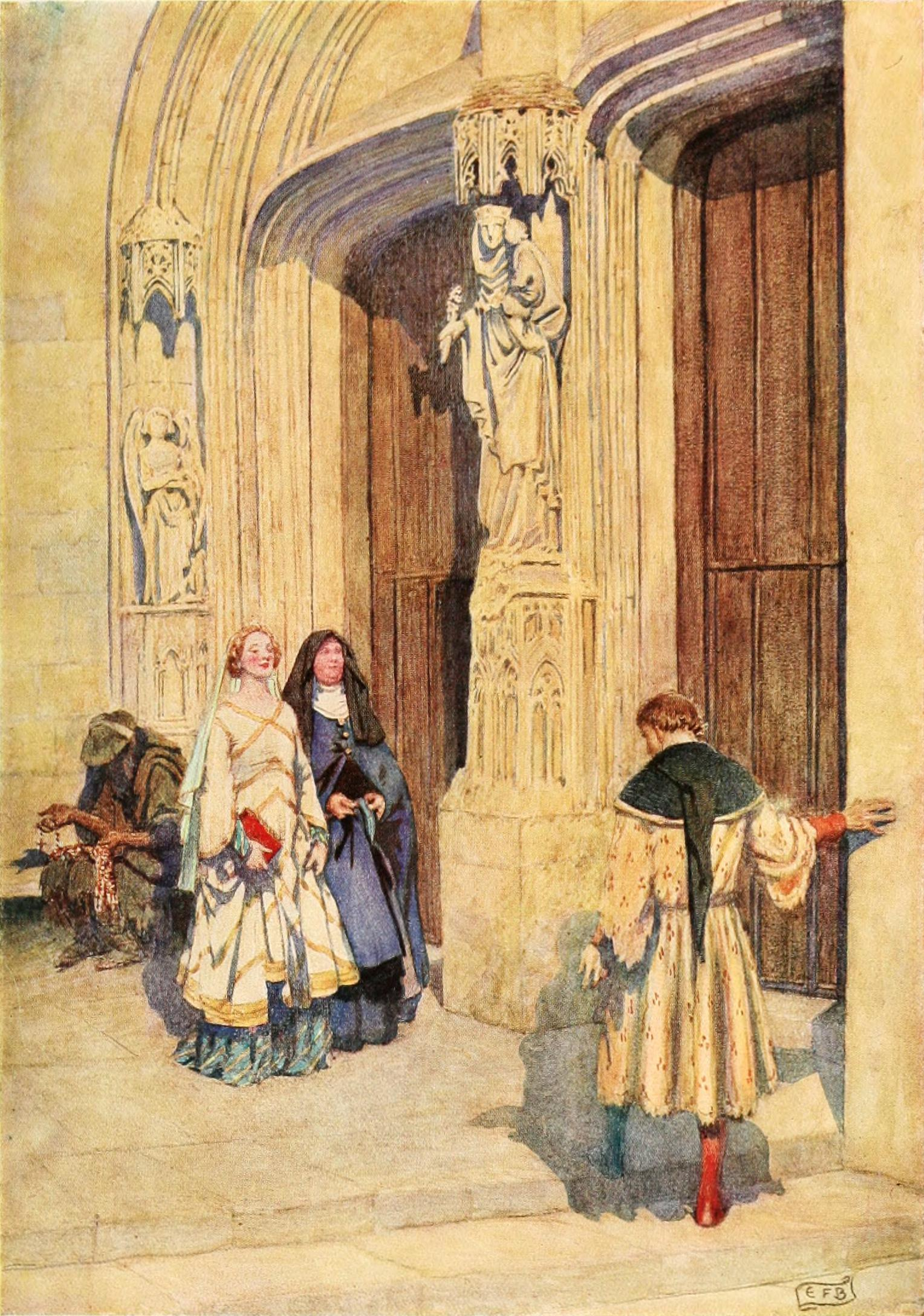
Francesco Petrarca se setkává s Laurou

Kromě těchto tří zmíněných velikánů působilo v průběhu italského trecenta i mnoho drobnějších spisovatelů – k nejdůležitějším centrum patřila Florencie, Neapol, Milán a Benátky. Pozici nejnapodobovanějšího díla získal Dekameron, jak dokazuje například Franco Sachetti (asi 1332–1400) a jeho Tři sta novel (Trecentonovelle, asi 1392 – asi 1397) nebo Giovanni Sercambi (1347–1424) a jeho Novely (Novelle, 1390–1402). Z básnických směrů se nejsilněji prosadila takzvaná poesia aulica, vážná a jazykově propracovaná milostná poezie, navazující na básníky dolce stil novo a na Petrarcu. Příkladem mohou být texty autorů jako Matteo Frescobaldi (zemřel 1348), Francesco di Vannozzo (asi 1340 – po roce 1389), Cino Rinuccini (asi 1350–147) a mnoho dalších.
Poesia giocosa byla protipólem těchto vznešených textů a někdy se označuje také za komicko-realistickou či burleskní poezii. Často využívala hovorové řeči, nářečí, přímé řeči, dialogů a obscénních vyjádření, a to zejména pro vyjádření každodenní zkušenosti. Již na konci 13. století psal tímto způsobem Cecco Angiolieri (1260–1312), v polovině 14. století se pak vytvořila básnická skupina v Umbrii, spojovaná především se jmény Cecco Nuccoli (asi 1290 – asi 1350) a Marino Ceccoli (zemřel 1371). Objevovala se též politicky motivovaná poezie, náboženská poezie (například Bianco da Siena, zemřel 1417), výpravná poezie (Antonio Pucci, asi 1310–1388, jinak obvykle anonymní) a zábavné básně.
Známé jsou také dobové kroniky, zejména od dvou florentských historiografů, Dina Compagni a Giovanniho Villaniho, asi 1276–1348), a náboženské prózy, v nichž převládali autoři dominikánští (Domenico Cavalca, asi 1270–1342, nebo Jacopo Passavanti, asi 1302–1357, a kazatel Giordano da Pisa, zemřel 1311), v menší míře františkánští (Ugo Panziera, zemřel 1330, či Simone da Cascia, asi 1295–1348, a také Angelo Clareno, 1255–1337). Nejpozoruhodnější plody v oblasti náboženského písemnictví však přineslo město Siena, a to díla Giovanniho Colombiniho (1304–1367), Girolama da Siena (1335/1340–1420) a především svaté Kateřiny Sienské (1347–1380).

#### 15. století

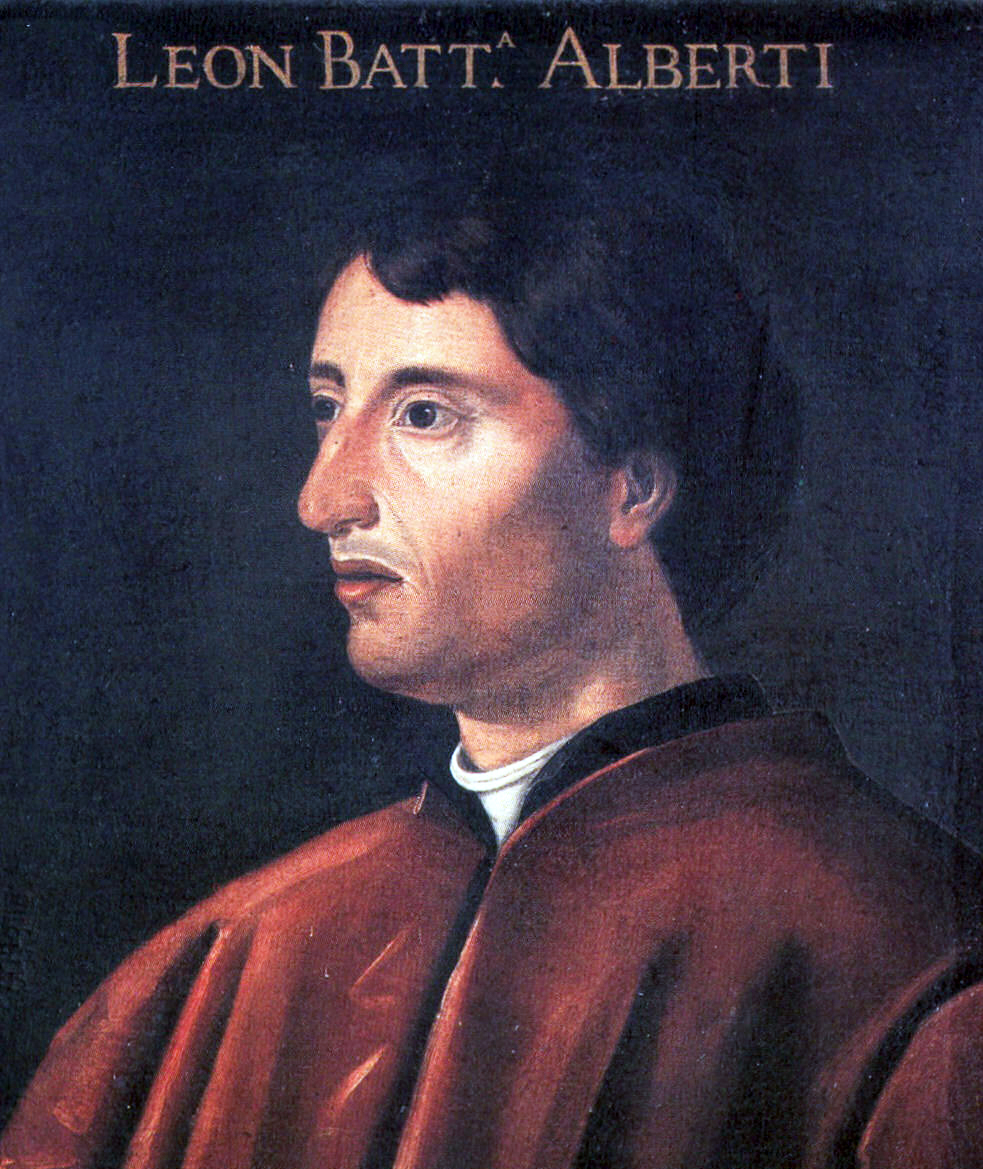
Leon Battista Alberti, významný polyglot a polyhistor 15. století, vyobrazení ze 17. století

15. století neboli quattrocento se na rozdíl od předchozího věku nevyznačuje žádnou literární osobností tak významnou, že by zastiňovala ostatní. Někdy bývá toto quattrocento dokonce nazýváno „secolo senza poesia“, století bez poezie, neboť zaměření na uměleckou tvorbu bylo do velké míry nahrazeno humanistickou učeností a zkoumáním starých textů, byť doboví badatelé často užívali literárních žánrů. Velikánem, k němuž vzhlížely celé generace tvůrců 15. století, byl Francesco Petrarca. Někteří autoři užívali kromě latiny a italštiny také obou jazyků současně (psali v takzvané makarónštině) a někdy také v řečtině. Znalost řeckého jazyka a vyšší dostupnost řeckých textů, zejména po vyplenění Konstantinopole v roce 1204 během čtvrté křížové výpravy a ještě více po pádu Konstantinopole v roce 1453, vedla k většímu množství klasických děl, jimiž bylo možné se inspirovat. Univerzity zůstávaly věrné scholastickým ideálům, humanističtí učenci proto museli hledat jiné způsoby uplatnění a často bývali například řediteli internátních škol – to byl případ Vittorina da Feltre (1378–1446), Gasparina Barzizzy (1360–1431) či Guarina Veroneseho (1374–1460). V těchto školách byl důraz pokládán na učení latiny a memorování dlouhých pasáží latinské poezie a prózy, v některých případech také studium řečtiny, ale nikoliv již autorů ve vernakulárních jazycích. Označení pro tento nový typ vzdělání zaměřený na klasickou literaturu, rétoriku, gramatiku, historii a filologii znělo „studia humanitatis“ a od tohoto názvu se odvozuje také slovo humanismus coby jméno tehdejšího hlavního filosofického proudu.
Quattrocento je známo jako století překladů, zejména z řečtiny do latiny. Z Konstantinopole se do Itálie dostalo velké množství řeckých rukopisů – například řecké texty Homérových eposů, řecká dramata a historiografické spisy, Platónova, Aristotelova a Plótínova díla v řečtině, texty badatelů jako Hippokratés, Galénos, Archimedés či Ptolemaios a také řecké rukopisy raných křesťanských tvůrců jako Basileios Veliký, Órigenés a Jan Zlatoústý. Systematickou publikaci řeckých textů zajišťoval v době humanismu zejména Aldo Manuzio (1449–1515). K nejvýznamnějším raným humanistickým myslitelům se zařadil Leonardo Bruni (1370–1444), překladatel Arisotelových spisů o etice a politice z řeckých originálů, Dantův životopisec a též šiřitel florentských občanských ideálů (například textem Laudatio florentinae urbis, 1403–1404). Další výraznou osobností byl Leon Battista Alberti, polyglot a polyhistor, jeden z archetypů takzvaného renesančního člověka. Zabýval se mimo jiné latinskou i vernakulární poezií, prózou, studiem architektury, malby, matematiky a kryptografie. Lorenzo Valla (1407–1457) uvažoval nad reformou křesťanského etického systému a jeho očištění od vlivů antické filosofie, ale také gramatickými a lexikálními problémy správně užívané latiny (Elegantiae linguae latinae, 1448) a také otázkami řečnictví a vedení dialogu. Marsilio Ficino (1433–1499), florentský filosof, překladatel a lékař, byl propagátorem platonismu, novoplatonismu a hermetických učení. I přes četné obtíže s veřejným uplatněním se objevovaly také ženské humanistky, projevující se nejčastěji formou literárních dopisů nebo řečí. Příkladem mohou být Battista da Montefeltro Malatesta (1383–1450), její vnučka Constanza Varanová (1428–1447) či Isotta Nogarolová (1418–1466), později pak Cassandra Fedelová (1465–1558) a Laura Ceretová (1469–1499).

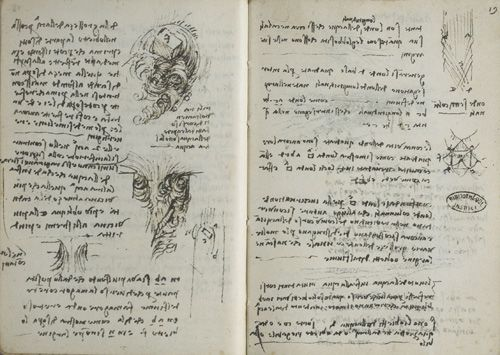
Stránky z rukopisného textu Leonarda da Vinci, činného rovněž jako spisovatel

V prozaické umělecké literatuře pokračovali novelisté v napodobování boccacciovského stylu a vydávali sbírky příběhů, často zaměřené na humor či popis praktických žertů, byť stylisticky a jazykově často na nižší úrovni. Příkladem může být Gentile Sermini a jeho Novely (Novelle, asi 1426), zasazené do sienských městských lázní. Masuccio Salernitano (1410–1475) napsal sbírku padesáti novel, zaměřených na kritiku zkažených prelátů a zvrhlé ženské sexuality, ale též na chválu svých vznešených a urozených patronů. Dalšími autory pak byli Giovanni Sabadino degli Arienti (asi 1445–1510) a slavný Leonardo da Vinci (1452–1519) se svými hádankami a novelistickými anekdotami. Záliba v rozsáhlejších prozaických dílech přinesla některé významné romány, kupříkladu zvláštní a alegorický Hypnerotomachia Poliphili, napsaný v latinizované italštině dominikánským mnichem Francescem Colonnou (1433/1434–1527), nebo Libro del Peregrino Jacopa Cavicea (tiskem až 1508). Kombinací prozaického a poetického textu je pak Libro pastorale nominato Arcadia, nejúspěšnější vernakulární dílo celého italského 15. století (první verze kolem roku 1485, finální 1504). Jeho autorem byl neapolský básník Jacopo Sannazaro, využívající zejména theokritovských a vergiliovských pastorálních témat, bájná Arkádie je však zde měla zobrazovat neapolské sdružení básníků a učenců, známé jako Accademia Pontaniana.
Také poezie 15. století navazovala na předchozí období a Petrarcův vliv způsobil, že toskánský jazyk a styl pronikal i do ostatních italských regionů. To platilo pro Římana Giusta de Conti (asi 1390–1449) nebo Miláňana Gaspara Viscontiho (1461–1499). V Neapoli však šíření toskánského vlivu narazilo na svébytný a samostatný dialekt, jehož reprezentanty se stali Jacopo de Jennaro (1436–1508) či Giovan Francesco Caracciolo. Přímo ve Florencii pak v oboru básnictví působil učenec Angelo Floriziano (1454–1494) a sám vládce města, Lorenzo I. Medicejský (1449–1492). Kromě nich umožnila toskánská metropole vyniknout Luigimu Pulcimu (1432–1484), autoru parodického veršovaného románu Morgante o Karlu Velikém a jeho rytířích. Matteo Maria Boiardo byl autorem rytířského románu Zamilovaný Roland (Orlando Innamorato, 1483–1495) a další veršované epiky. 15. století bylo rovněž svědkem zrodu italského dramatu, a to v podobě vernakulárních náboženských her a latinských humanistických komedií. Náboženské drama reprezentuje Feo Belcari (1410–1484), zatímco Terentiem a Plautem inspirované komedie začal jako jeden z prvních tvořit Enea Silvio Bartolomeo Piccolomini, budoucí papež Pius II., podepsaný pod hrou Chrysis (1444).

#### 16. století

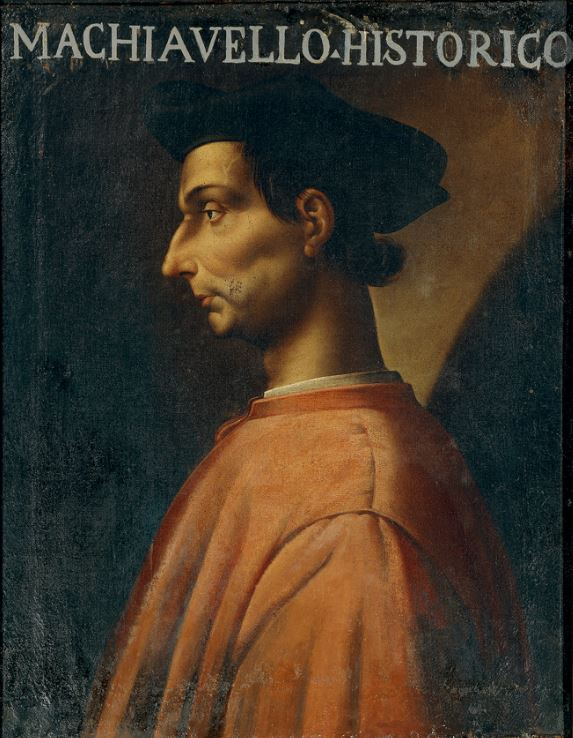
Florentský politik a myslitel Niccolò Machiavelli na portrétu z první poloviny 17. století

V 16. století nazývaném cinquecento dosáhla renesance v Itálii své vrcholné fáze a zároveň se rozšířila do většiny evropských zemí. Jednou z příčin byl přechod od rukopisné kultury ke stále se zvyšujícímu počtu tištěných a snadno šiřitelných publikací. Od 40. let 16. století vedl tento přerod v Itálii k utužení cenzury ze strany katolické církve a jednotlivých států, neboť mnohá díla byla vnímaná jako škodlivá pro církevní a světské autority, narušující morálku či šířící protestantské ideje. Přestože latina zůstávala jazykem vzdělanců, většina autorů mimo 16. století psala již v různých regionálních a individuálních podobách vernakulárního jazyka. První polovina cinquecenta byla spojena s postupnou standardizací italštiny podle toskánského vzoru a také s překládáním četných latinských a řeckých děl. Jedním z hlavních propagátorů celoitalského přijetí toskánského dialektu byl benátský učenec a historik Pietro Bembo, prakticky své názory uplatnil již ve sbírce dialogů Asolani (Gli Asolani, 1505). Gian Francesco Fortunio se pak v roce 1516 stal autorem první tištěné italské gramatiky. Kolem roku 1530 byly již Bembovy názory rozšířeny po celém Apeninském poloostrově, přestože mnozí humanisté v Toskánsku i mimo něj s jeho pojetím národního jazyka nesouhlasili.
Ve Florencii v tomto období vzkvétaly úvahy nad historií a politikou. Za nejbrilantnějšího a nejoriginálnějšího myslitele je označován Niccolò Machiavelli (1469–1527), politik a spisovatel slavný svou politickou příručkou Vladař (Il principe, poprvé zmíněn 1513, v tisku od roku 1532). Mladším autorem a Machiavelliho přítelem byl myslitel a historik Francesco Guicciardini (1483–1540), autor vlivného a neobyčejně rozsáhlého díla Dějiny Itálie (Storia d'Italia, 1537–1540) zachycujícího historii chaosem zmítaných italských států v letech 1494–1534. Velkou pozornost věnoval také psychologické interpretaci jednání významným osobností. Dalšími florentskými historiky byli Francesco Vettori (1474–1539), Donato Giannotti (1492–1573), Antonio Brucioli (1490/1500–1566) a mnozí další. Z ostatních oblastí mohou být jmenováni Pietro Bembo a Paolo Paruta (1540–1598) v Benátkách, Uberto Foglietta (asi 1518–1581) v Janově, básník Angelo di Costanzo (1507–1591) v Neapoli či na různých místech působící jezuita Giovanni Bottero (1544–1617). Představy o ideálních státech, inspirované Moreovou Utopií se objevily u Antona Francesca Doniho (1513–1574) v jeho Světech (Mondi, 1552–1553) či u Francesca Patriziho ve spise Šťastné město (La città felice, 1533) a u dalších tvůrců.

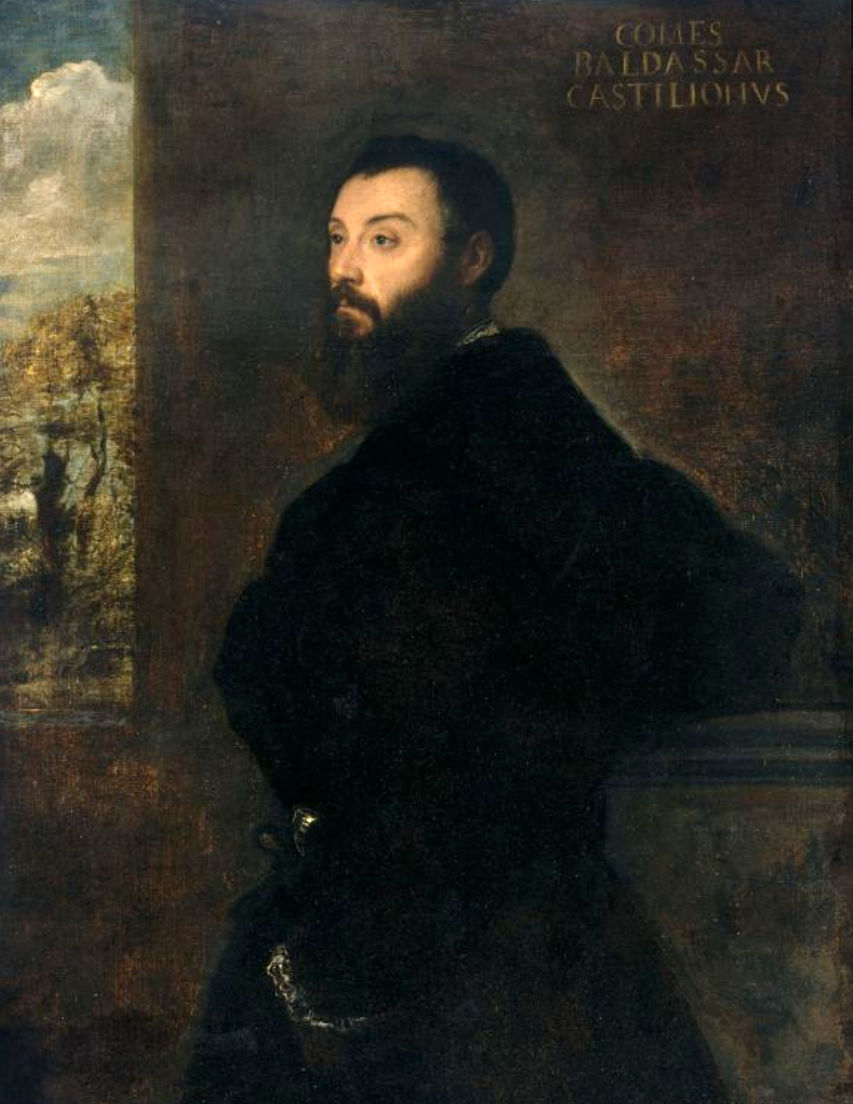
Baldassare Castiglione, autor vlivného díla Dvořan na Tizianově portrétu, asi z roku 1525

Oblíbeným byl rovněž žánr návodů pro správné a dvorské chování – typickou a proslulou ukázkou může být Dvořan (Il Libro del Cortegiano, 1528) Baldassara Castiglioneho (1478–1529). Dílo se stalo jedním z nejčtenějších renesančních děl v Itálii i mimo ni. Podobně úspěšný byl klerik Giovanni della Casa (1503–1556), jehož dvořanská kniha Galateo aneb O mravích (Il Galateo overo de’ costumi, 1558) dala vzniknout italskému slovu „galateo“ označujícímu jakoukoliv knihu o mravech vůbec. Mnoho děl se také zabývalo ctí a způsoby jejího udržení, zejména v soubojích – fascinace ctí nahradila dřívější oblibu lásky. Vznikaly rovněž návody pro výkon povolání, určené například právníkům nebo sekretářům.
Existovaly také publikace věnující se postavení ženy ve společnosti, často také chvály žen, někdy považovaných dokonce za rovné mužům, i když v praktickém životě renesance nová ženská práva či emancipaci nepřinesla. Oceněním ctných a učenlivých paní byl například Dopis ke chvále žen (Epistola in lode delle donne, 1525, tiskem 1548) Agnola Firenzuoly (1493–1543). Ženské autorky, které se ženským postavením a úlohou zabývaly, pocházely však až z konce 16. století, první z nich byla Modesta Pozzo de Zorzi (1555–1592). V návaznosti na Ficinovo pojetí platonické lásky rozvíjeli četní autoři v cinquecentu své teorie o milostném citu – například Francesco Cattani da Diacceto (1466–1522) nebo Mario Equicola (1470–1526), později potom Sperone Speroni (1500–1588), Giuseppe Betussi (asi 1512 – asi 1573) a další. Tématem literárních děl se rovněž stala výtvarná umění a objevovaly se teoretické stati, kritika či srovnávání jednotlivých uměleckých druhů.
V oblasti prózy převládala i v 16. století obliba kratších žánrů, zejména novely, která bývala jako vložený příběh často zapracovávána i do delších textů. Nejstudovanějším dílem byl stále Dekameron a zápletky v něm využité byly opakovány nebo rozvíjeny v nových novelách a v komediích. Jako příklady oblíbené dobové novely lze jmenovat Machiavelliho Belfagora (napsáno mezi lety 1518 a 1527, publikováno 1549) či texty Agnola Firenzuoly (1493–1543). Vlivné dílo napsal ve 20. letech 16. století Luigi da Porto, když starší milostný příběh zasazený do Sieny umístil do Verony počátku 14. století a milence pojmenoval Romeo a Giulietta, čímž značně ovlivnil pozdější Shakespearovo uchopení látky. Z dalších novelistů může být uveden Giovanni Brevio, Marco Cademosto, Giovan Francesco Straparola, Girolamo Parabosco (1524–1557) či Silvan Cattaneo (asi 1514–1553/1564). Někdy docházelo k propojování novel a jiných populárních žánrů jako ragionamento (rozprava či úvaha) nebo dopisu, jak dokládá tvorba dominikánského mnicha Mattea Bandella (1484/1485–1561). Z druhé poloviny 16. století pak pocházejí sbírky novel autorů jako Pietro Fortini (asi 1500–1562) nebo Girolamo Bargagli (1537–1586) a jeho bratra Scipione Bargagli (1540–1612). Mnohé pozdější novely však byly psány jako vážnější a moralistnější díla, neboť rozpustilé a erotizované texty se střetávaly se sílící cenzurou. Poslední necenzurované vydání Dekameronu v Itálii se datuje do roku 1557. Kromě novely se v cinquecentu uplatňoval také milostný román (romanzo), obvykle vyprávěný v první osobě. K jeho výrazným autorům patřili Lodovico Corfino (1497/1498–1556) a Niccolò Franco (1515–1570).

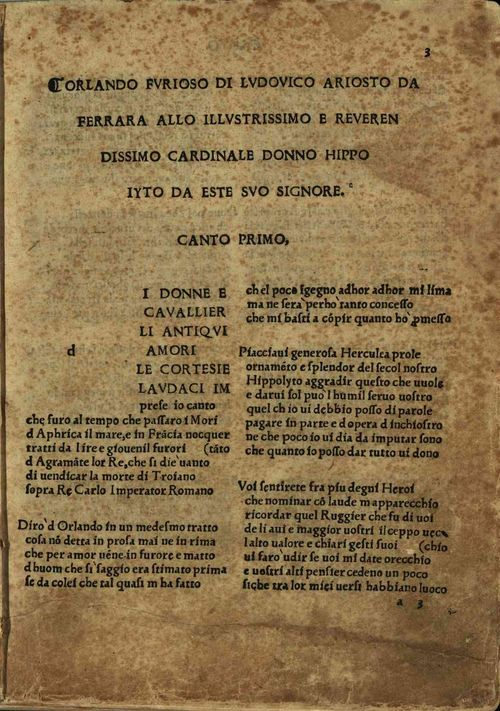
Úvodní verše Zuřivého Rolanda (1516), epické básně Ludovica Ariosta

Epická poezie v cinquecentu stavěla na vlivných Pulciho a Boiardových textech z předchozího století. Zejména nedokončený Boiardův Zamilovaný Roland vedl k četným pokračováním a přepisům. Nad všemi ostatními ovšem ční osobnost Ludovica Ariosta (1474–1533), autora Zuřivého Rolanda (Orlando Furioso, první verze 1516). Ve 20. a 30. letech 16. století pak téma rozvíjeli další, méně známí básníci dalšími veršovanými romány o jiných hrdinech z družiny Karla Velikého. Teofilo Folengo (1491–1544) tvořil naopak komické eposy, jako byl například Baldus (1521), v nichž uplatňoval své nadání pro satiru a makarónskou poezii. Svého druhého vrcholu dosáhlo italské epické básnictví v osobě Torquata Tassa (1544–1593), který ve svém slavném díle Osvobozený Jeruzalém zachytil dobytí Jeruzaléma křižáky v roce 1099. Proti Ariostovi, který popisoval dění z nadhledu a často užíval nepřímé řeči, je Tassovo dílo výrazněji zaměřené na emoce postav, jejich mluvu a detaily událostí – intelektuální novoplatonismus byl u něj již nahrazen prosazujícím se dynamickým pojetím světa jako divadla. Osvobozený Jeruzalém bývá proto často označován za ranou manýristickou či barokní báseň.

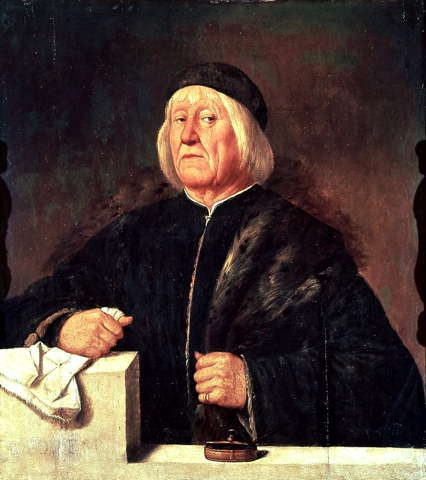
Teofilo Folengo, známý svou poezií v makarónštině

Lyrická poezie v Itálii 16. století byla ovlivněna především milostnými básněmi Pietra Bemba (1470–1547) a Jacopa Sannazara (1457–1530), navazujících svými díly na Petrarcu. K odkazu velkého básníka se hlásil také Bernardo Tasso (1493–1569). Kromě milostných veršů dosáhly popularity georgické (rolnické) a didaktické básně, spojené leckdy s experimenty v oblasti metra – Gian Giargio Trissino (1478) například začal využívat nerýmovaného jedenáctislabičného verše. Vynalézavými tvůrci byli také Claudio Tolomei (1503–1565) či Luigi Tansillo (1510–1568). Lyrickou poezii psali i tvůrcové známí primárně jinými svými díly – a sice Ludovico Ariosto, Torquato Tasso nebo Michelangelo Buonarroti (1475–1564), proslulý zejména jako malíř a sochař. Za stylově nejdokonalejšího lyrického básníka cinquecenta je označován Giovanni della Casa (1503–1556).
Svou úlohu sehrály také básnířky, které se dostaly ke slovu díky preferenci vernakulárního jazyka – výbor Ludovica Domenichiho z roku 1559 jich uvádí již devadesát tři. Nejznámější z nich byly vdovy Vittoria Colonnová (1490–1547) a Veronica Gambarová (1485–1550) a kurtizány jako Gaspara Stampová (1523–1554), Veronica Francová (1546–1591), a především dobově neobyčejně obdivovaná Tullia d'Aragona. Z dalších osobností je možné uvést Lauru Battiferriovou (1523–1589), Chiaru Matrainiovou (1514 – po roce 1597), Isabellu di Mora (1520–1546) a Lauru Terracinovou (1510 – po roce 1597), známou tím, že psala v mužském rodě. Druhá polovina století pak přinesla humanistku Tarquinii Molzovou (1542–1617) a herečku Isabellu Andreiniovou (1562–1602). Kromě petrarkovské poezie vznikaly také verše parodické, satirické a burleskní, i když téměř výhradně jen v Římě a v severoitalských městech. Kromě Ariosta psal satirické texty zejména Francesco Berni (1497/1498–1535). Na římském dvoře sestavoval absurdní, perverzní a útočné básně a také parodie na sonety – nejrozsáhlejší z jeho „sonetti caudati“ (sonetů s ocasem) má 77 veršů. Jeho příkladu následovalo mnoho dalších tvůrců, mezi jinými i jeho úhlavní nepřítel Pietro Aretino (1492–1556), významný milník vývoje literární pornografie. Vzhledem ke svému bouřlivému životu bývá někdy označovaný za první celebritu. K humorné tvorbě mimo hlavní proud se řadila také makarónská poezie, jejím mistrem byl Teofilo Folengo, a takzvaná poesie fidenziana, jejímž zakladatelem byl Camillo Scroffa (asi 1525–1565) a která zesměšňovala školskou a jazykovou pedanterii.
V dramatu 16. století převažovaly terentiovské a plautovské komedie. Jejich tvůrcem se stal například epický básník Ludovico Ariosto svou Hrou o truhle (La Cassaria, 1508) či kardinál Bernardo Dovizi (1470–1520) s vlivným dramatem Calandra (1513). Nejvýše hodnocena bývá z dobových her Machiavelliho Mandragora (vytištěna 1524). V Sienské republice existovaly autorské skupiny, píšící komedie společně, přičemž centrální roli hrál Alessandro Piccolomini (1508–1579). Florentské prostředí, také velmi plodné, bylo konzervativnější a pojilo se s dramatiky jako Lorenzino de' Medici (1514–1548), Donato Giannotti (1492–1573) či s kromobyčejně produktivním Giovanem Mariou Cecchim (1518–1587). Benátské komedie ovlivnil Angelo Beolco přezdívaný Ruzante (asi 1495–1542), působící převážně v Padově. K ryze benátským tvůrcům pak patřili Andrea Calmo (1510–157), Gigio Artemio Giancarli (zemřel před rokem 1561) a Girolamo Parabosco (1524–1557). V 60. letech 16. století se ustavil žánr pastorálních dramat, sestavovaných autory jako Luigi Grotto, Alberto Lollio, Agostino Argenti či Flamminio Guarneri, dobově nejchválenějším dílem se ovšem stala Tassova pastorála Aminta (napsáno 1573, vydáno 1580). Cinquecento znamenalo také rozkvět improvizovaného divadla zvaného commedia dell'arte, v němž chyběl předem stanovený podrobný scénář a vycházelo se z ustálených podob a způsobů jednání postav. Jejich tři základní skupiny tvořili vecchi (neboli pedantští a chlípní starci), innamorati (mladí milenci) a servi (intrikující otroci či sluhové).

### Francie

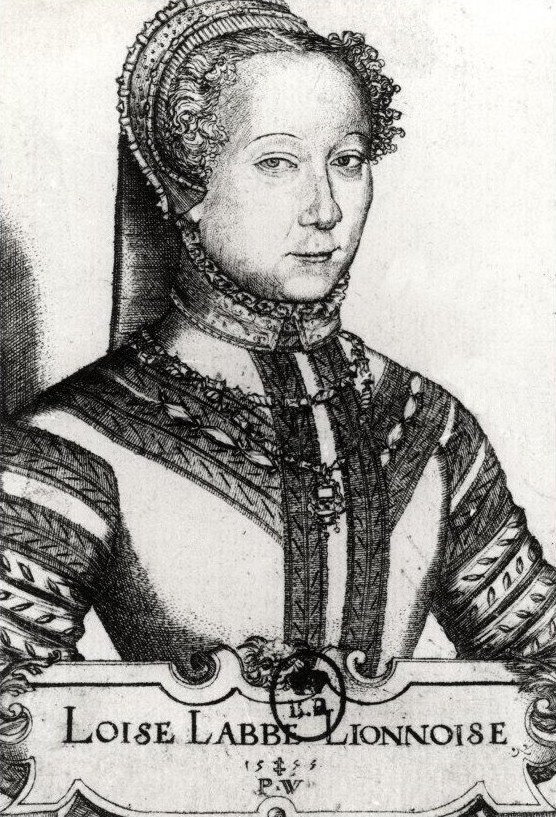
Louise Labé, básnířka Lyonské školy na rytině z roku 1555

Ve francouzské literatuře začíná období renesance rokem 1515, nástupem Františka I., kulturně založeného krále přezdívaného „otec a obnovitel literatury“. Pozici královského knihovníka a tajemníka získal význačný humanista Guillaume Budé (1467–1540), průkopník vědecké filologie a textové kritiky. Jinou významnou osobností té doby se stal Jacques Lefèvre d'Étaples, teolog, který usiloval o reformu církve a v roce 1530 vydal francouzský překlad bible (La Sainte Bible en Français). Rozvoj literatury a distribuce nových myšlenek byl umožněny mimo jiné rozšířením knihtisku – zřizovatelem první tiskárny v Paříži byl roku 1470 Guillaume Fichet (1433–asi 1480). Negativní vliv měla pak sílící cenzura, kupříkladu významný humanista a básník Étienne Dolet (1509–1546) byl za vydávání zakázaných knih v Paříži odsouzen a upálen. Neobvyklou osobností raného francouzského humanismus byl Nostradamus, známý především jako autor 965 čtyřverší údajně předpovídajících budoucnost a vydaných jako Proroctví (Prophéties, 1555).
Za prvního významného renesančního básníka je ve francouzském prostředí považován Clément Marot (1496–1544), někdy řazen také k pozdně středověké poetické tradici. Kromě balad a rondelů začal jako první ve Francii psát sonety a do francouzštiny přeložil rovně padesát starozákonních žalmů. Na marotovskou smyslnost a hravost reagovali pozdější básníci kultem platonické lásky a krásy. Typickým představitelem tohoto nového pojetí byl Antoine Héroët (asi 1492–1568), autor Dokonalé přítelkyně (La Parfaite Amie, 1542), v níž vyšel z předpokladu, že pravou lásku může vyvolat ideální krása. Platonismus v podobě touhy zoufalého básníka po dokonalé duchovní lásce k ideální ženě byl pojetím typickým pro Lyonskou školu. K jejím nejdůležitějším představitelům patřil Maurice Scève (po roce 1500 – po roce 1560), autor, který v díle Délie, bytost nanejvýš ctnostná (Délie, objet de plus haute vertu, 1544) vyjádřil neuskutečnitelnou lásku k Pernette du Guillet (1520–1545). Tato básnířka, jejíž verše byly vydány až posmrtně, není jedinou ženskou autorkou v Lyonské škole. Kromě ní tvořila také Louise Labé (asi 1524–1566) a další básnířky.

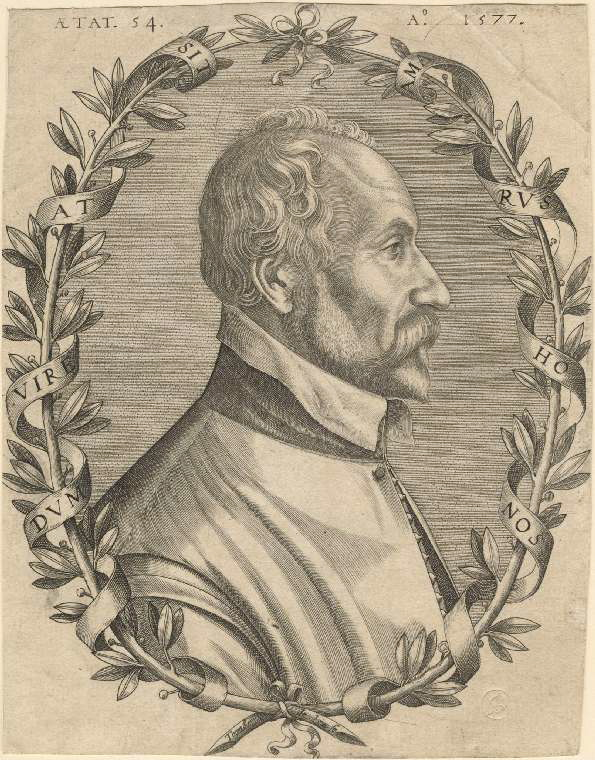
Pontus de Tyard, jeden z členů skupiny Plejáda

Novolatinskou poezii psal Salmon Macrin přezdívaný „francouzský Horatius“, převažovali však básníci, jejichž ambicí bylo sestavování veršů v jejich mateřském jazyce. Jejich skupina se zpočátku nazývala Brigáda, existovala pod vedením Jeana Dorata v letech 1547 až 1552 a vydala manifest Obrana a oslava francouzského jazyka (La Défense et illustration de la langue française, 1549). Z této skupiny vznikla v roce 1565 věhlasná družina Plejáda, sdružení sedmi básníků, kteří se takto pojmenovali na počet básnického sdružení Plejáda z období helénismu. Jako zakladatelská a nejvýznamnější osobnost Plejády je vnímán Pierre de Ronsard, označovaný již za svého života za „knížete básníků“. Ronsard psal zejména milostnou a přírodní lyriku, k jeho významným dílům se řadí homérské Hymny (1515) či v alexandrinu psaný Epos o Frankovi (La Franciade, 1572). K dalším jménům Plejády se řadí Joachim du Bellay, autor první sbírky francouzských sonetů, přední dobový vědec Jacques Peletier du Mans, a také Pontus de Tyard, Jean-Antoine de Baïf, Rémi Belleau, Étienne Jodelle a další básníci, kteří se k původní sedmici postupně přidávali.

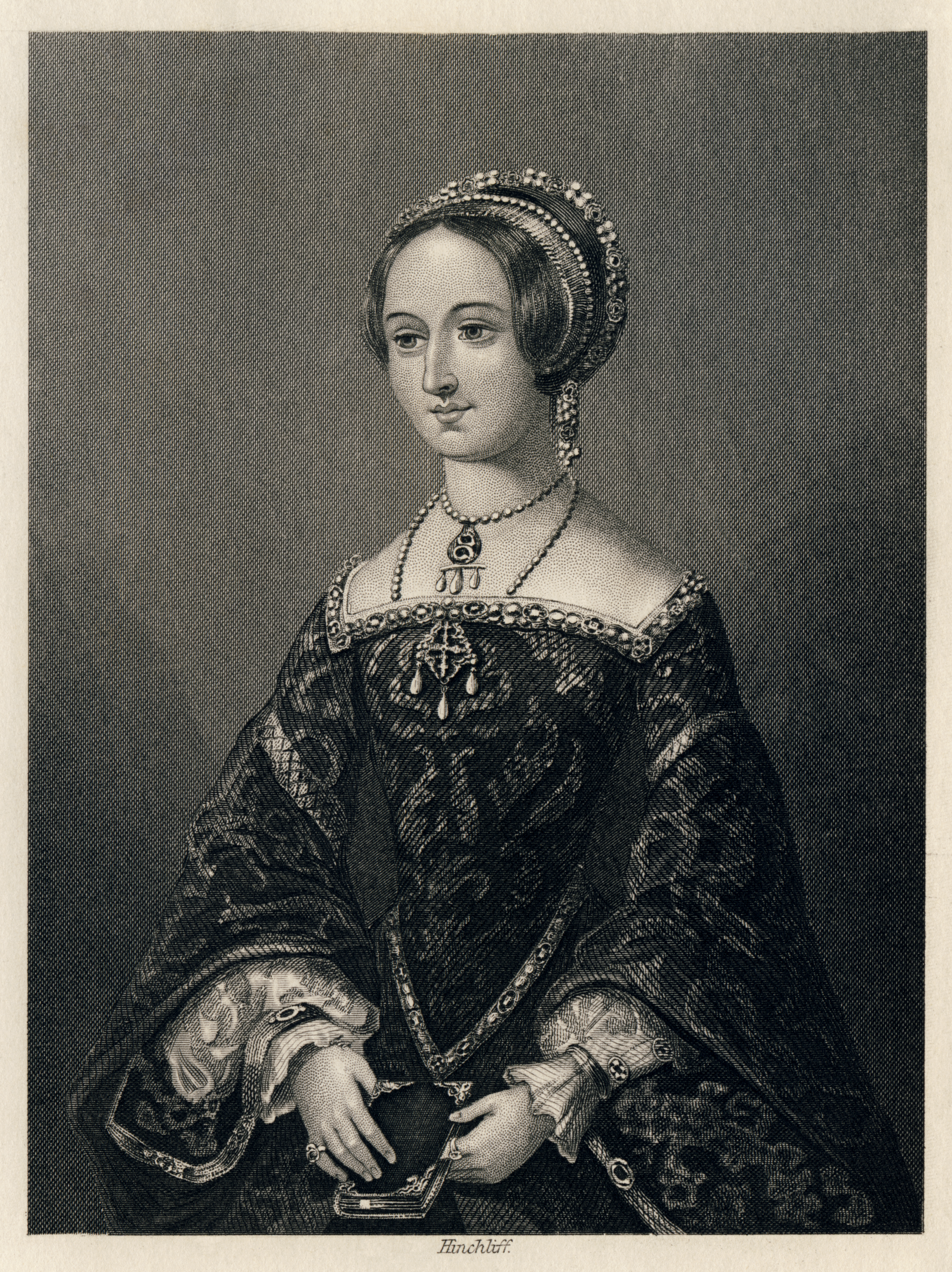
Královna Markéta Navarrská na rytině z roku 1864, uveřejněné v anglickém vydání její povídkové sbírky Heptameron

Ve Francii i v období renesance vzkvétal rytířský román, největšího úspěchu dosáhl Nicolasem de Herberay des Essarts a dalšími překladateli ze španělštiny převedený Amadís Waleský (Amadis de Gaule, francouzsky 1540–1548). Kromě toho se uplatňovaly také drobnější prózy, například Venkovské a žertovné rozprávky (Propos rustiques et facétieux, 1547), jejichž autorem byl bretaňský šlechtic Noël du Fail, nebo sbírka 72 povídek později pojmenovaná Heptameron (L'Heptaméron, 1558) královny Markéty Navarrské. Nejproslulejším prozaikem této éry se však stal François Rabelais, jehož životním dílo tvoří pět rozsáhlých knih burleskního románu Gargantua a Pantagruel (1532–1564), spojujícího závažné názory na politiku a společnost s expresivním, vulgárním a tělesným humorem.
Memoárová literatura je spojována především se jménem dvořana, cestovatele a vojáka Pierre de Bourdeille, vzpomínky však zanechala například i Markéta z Valois známá jako královna Margot. Historiografická díla tvořili Étienne Pasquier, Claude Fauchet nebo hugenot Henri Estienne. Nejdůležitější osobností a otcem moderní francouzské historiografie byl ovšem v první polovině 17. století André Duchesne, píšící jak o vládnoucím francouzském rodě v díle Starožitnosti a bádání o velikosti a majestátu francouzských králů (Les Antiquités et les recherches de la grandeur et majesté des rois de France, 1609), tak také o jiných významných šlechtických rodech a o starší francouzské historii vůbec. K významným počinům duchovní literatury patří Úvod do zbožného života (Introduction à la vie dévote, 1609) Františka Saleského. Michel de Montaigne pak založil a nadlouho ovlivnil žánr eseje, a sice svou třísvazkovou prací Eseje (Les Essais, 1580–1588). Zabýval se v ní otázkami sebepoznání, mravů, výchovy, ale také sebevraždou či etnografickými otázkami právě zkoumaného amerického kontinentu. Francouzské renesanční drama vycházelo z antických vzorů a využívalo historické a náboženské tematiky – Robert Garnier složil významnou tragédii Sedekiáš aneb Židovky (Sédécie ou les Juives, 1583), prosadili se také Antoine de Montchrestien a Jean de La Taille. Komedie tvořil Pierre de Larivey.

### Anglie

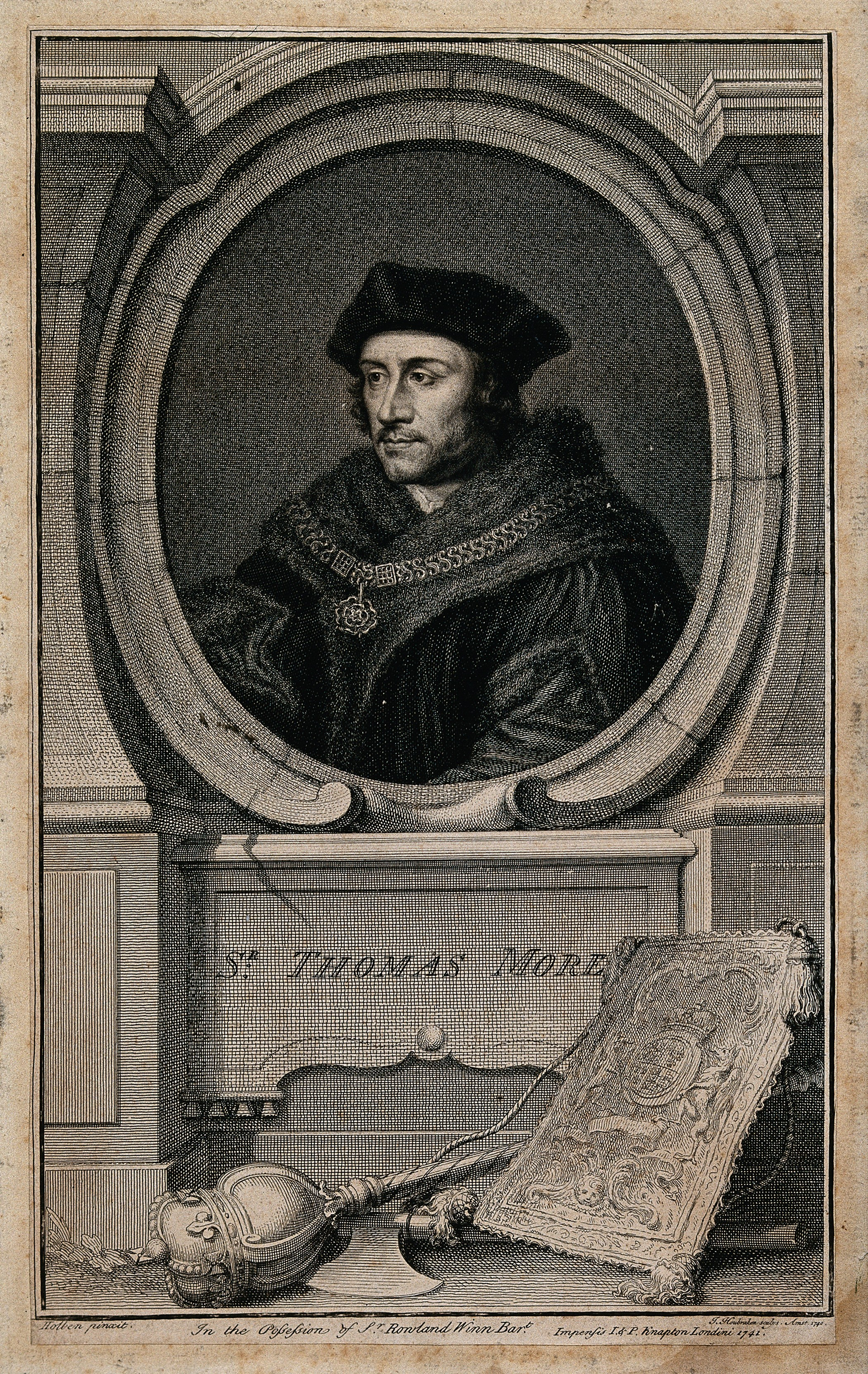
Thomas More, známý především jako autor Utopie (1516)

Renesanční literatura začala v Anglii již osobností Geoffreyho Chaucera a jeho Canterburskými povídkami (1387–1400), další literární rozvoj byl však zpomalen pokračováním stoleté války a následnými občanskými válkami růží. 15. století se tak vyznačuje především přechodem od chaucerovské střední angličtiny k rané podobě moderní angličtiny, s níž je spojeno takzvané velké samohláskové posouvání (Great Vowel Shift). Za vlády krále Jindřicha VIII. (panoval 1509–1547) působily v Anglii výrazné humanistické osobnosti, z nichž nejslavnější byl sir Thomas More, autor Utopie (1516). V tomto latinsky psaném díle představil smyšlenou ostrovní říši, která dala název celému konceptu utopie a byla inspirována staršími úvahami o dokonalém státě (Platónovy spisy, Augustinův text O Boží obci) a dobovými zámořskými objevitelskými úspěchy. Spíše než o vážně míněný návrh státního a společenského uspořádání však šlo o myšlenkový experiment, využívajícího širokého spektra nápadů, leckdy protikladných. Ke vzdělancům se řadil také Thomas Elyot (asi 1490–1546), sestavitel latinsko-anglického Slovníku (1538), a Roger Ascham (1515–1568) Z básníků získal vliv John Skelton (1460–1529), známý svými nepravidelnými krátkými verši, označovanými jako skeltonský verš. Sir Thomas Wyatt (1503–1542) uvedl do anglické literatury petrarcovský styl a formu sonetu. Jinou výraznou osobností rané anglické renesanční poezie se stal Henry Howard, inspirovaný především Vergiliem. 16. století bylo v Anglii také obdobím reformace, kterou lze pozorovat již v činnosti osob jako William Tyndale (1494–1536), podílející se na novém překladu bible do angličtiny. Překlad dokončil a první tištěnou anglickou bibli vydal v roce 1535 Myles Coverdale (1488–1569). V náboženské oblasti byla vlivná také Kniha společných modliteb (1549, revidovaná verze 1552) a Kniha mučedníků (Book of Martyrs, 1563) Johna Foxe.

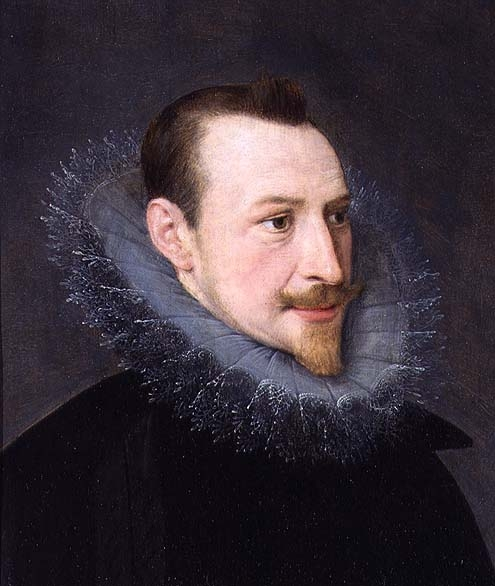
Anglický básník Edmund Spenser, autor Královny víl (1590, 1596)

Rozkvětu dosáhlo v Anglii za vlády Tudorovců i drama. John Bale (1495–1563) se stal autorem první anglické veršované historické hry, Král Jan (Kynge Johan, asi 1538), silně protipapežského ladění, což platilo i pro jeho náboženské hry. Na katolické straně pak tvořil například John Heywood. Komedie po vzoru Terentia a Plauta sestavoval Nicholas Udall (1504–1556). Ve druhé polovině 16. století, za vlády královny Alžběty I. pak tvořili Thomas Norton (1532–1584) a Thomas Sackville (1536–1608), spoluautoři významné hry Gorboduc (1562), označované za první anglickou tragédii. V oblasti poezie patřili k výrazným osobnostem básník a kritik sir Philip Sidney (1554–1586), autor Obrany poezie (The Defence of Poesie, 1595), a George Puttenham (1529–1590), známý svou příručkou básnictví a rétoriky Umění anglické poezie (The Arte of English Poesie, 1589). Z velkých prozaických děl tohoto období je možné jmenovat vlivný Sidneyho bukolický román Arkádie. Po spisovatelově smrti dílo v 90. letech 16. století dokončila a doplnila jeho sestra Mary, hraběnka z Pembroke, je proto známé jako Arkádie hraběnky z Pembroke (The Countess of Pembroke's Arcadia). Oblíbeným tvůrcem byl rovněž John Lyly (1553/1554–1606), pisatel didaktického románu Euphues (1578) a také šesti komedií, a Thomas Nashe (1567–1601), básník, dramatik a autor pikareskního románu Nešťastný poutník (An Unfortunate Traveller, 1594). Prózu i dramata vydávali též Robert Greene (1558–1592) a Thomas Lodge (1558–1625).
Na anglickou tvorbu konce 16. století měla výrazný vliv královna Alžběta I. Sir Walter Raleigh, známý dvořan a cestovatel, napsal k poctě panovnice přes 40 básní. K nejslavnějším anglickým dílům 16. století patří ovšem rozsáhlá epická báseň Královna víl (1590, 1596), v níž Edmund Spenser (1552/1553–1599) na ploše šesti svazků oslavil Alžbětin královský dvůr. Spenser je kromě toho autorem mnoha drobnějších básní, kupříkladu jeho milostné sonety byly vydány v cyklu Amoretti (1595). Mezi další významné autory poezie patří Samuel Daniel (1562–1619), Michael Drayton (1563–1631) a státník Fulke Greville (1554–1628), známý také jako životopisec Philipa Sidneyho. Thomas Campion (1567–1620), básník, kritik, hudební skladatel a lékař, se proslavil zejména svými loutnovými airy, pro něž psal hudbu i slova.
Alžbětinské divadlo dostoupilo své vrcholné fáze v 90. letech 16., když tvořili tři velcí dramatikové – Thomas Kyd (1558–1594), Christopher Marlowe (1564–1593), a především William Shakespeare (1564–1616). Christopher Marlowe zůstal v povědomí čtenářů a diváků primárně jako autor hry Tragická historie života a smrti doktora Fausta (The Tragical History of the Life and Death of Doctor Faustus, 1592), zpracovávající oblíbený příběh o Faustovi. Thomas Kyd ovlivnil rychle se rozvíjející blankversové tragédie, a zejména takzvané drama pomsty hrou Španělská tragédie aneb Jeronimo už zase třeští (The Spanish Tragedy, or Hieronimo is Mad Again, 1592). William Shakespeare, autor 38 dochovaných dramat, je často považován za jednoho z největších anglických tvůrců a své současníky zcela zastiňuje. Jeho tvorba nicméně zapadá do dobové atmosféry – v Titu Andronicovi (1594) využil například kydovské téma krvavé pomsty. K jeho nejslavnějším dílům patří nicméně jiné hry: významné tragédie Romeo a Julie (1595), Hamlet (1604), Othello (1604), Macbeth (1606) a Král Lear (1606), ale také komedie jako Zkrocení zlé ženy (1594) nebo Sen noci svatojánské (1596) a též historické hry a pohádkové hry (romance). Shakespeare je rovněž proslulý jako autor oblíbených a často vydávaných Sonetů (1609). Zlaté období anglického dramatu pokračovalo nicméně i po Shakespearově smrti a ve své pozdní fázi je spojeno s osobou Bena Jonsona (1572/1573–1637).

### Německo

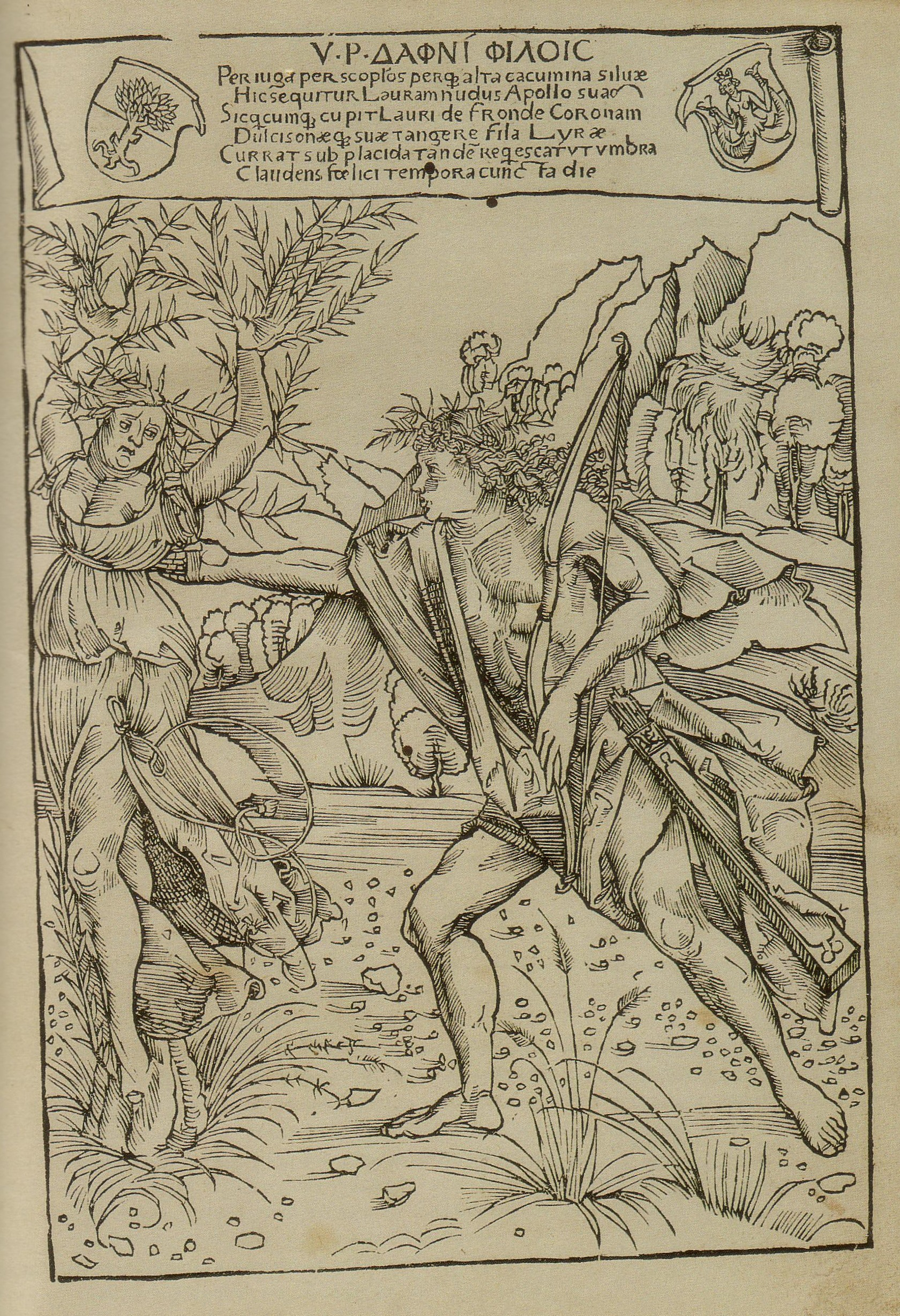
Dafné a Apollón na ilustraci ke Čtyřem knihám lásek podle čtyř krajů Německa (1502) Conrada Celtise

K raným německy psaným renesančním dílům je někdy řazen Oráč z Čech (Der Ackermann aus Böhmen, 1401) Jana ze Žatce, byť otázka, zda nepatří spíše ještě k pozdnímu středověku, je předmětem sporů. Zřetelným humanistickým prvkem je důraz na řečnické umění – oráč rétoricky zápolí se Smrtí a je posléze Bohem pochválen, že zápasil zdatně. Renesanční a humanistické tendence ovšem do německé literatury v plné síly vstoupily až na konci 15. století, v době vlády císaře Maxmiliána I. Císař literaturu podporoval a sám byl literárně činný, i když spíše jen jako autor námětů – jeho nápady zaznamenávali a dále rozváděli tajný písař Marx Treitzsaurwein a císařský rada Melchior Pfinzing. Tak vznikly alegorické rytířské eposy Bílý král (Weisskunig, život Fridricha III., v próze, 1514), Frydal (veršovaná, dochovaná jen v nástinu) a Theuerdank (ve verších, zachycující stejně jako předchozí dílo námluvy Maxmiliána a Marie Burgundské, 1517). Významným raným humanistickým básníkem byl Conrad Celtis (1459–1508), autor geograficky milostného přehledu Čtyři knihy lásek podle čtyř krajů Německa (1502), líčení Město Norimberk (1495) či alegoricko-mytologických dramat Dianina hra (1501) a Rapsodie (1504). K Celtisovým nástupcům patřil mimo jiné Joachim Vadian (1484–1551).
V 16. století značně narostl zájem o antickou komedii, vyvolaný nově nalezenými rukopisy Plautovými a Donatovým komentářem k Terentiovi. Zejména Terentius byl pak po celé renesanční období překládán do němčiny, hrán a podobován. Pozoronost německých humanistických dramatiků byla ovšem věnována tak Aristofanovi a Senecovi. Na přelomu 15. a 16. století tvořili Jacob Wimpheling (1450–1528), zesměšňující v komedii Stylpho (1486) hloupost nenasytného duchovního, a Johannes Reuchlin (1455–1522), jenž ve hře Scénická cvičení aneb Henno (Scenica progymnasmata sive Henno, 1497) využívá postavu pacholka, který předstíráním hluchoněmoty před soudem zvítězí nad svým pánem, sedlákem Hennem. K pozdějším velkým postavám patřil erfurtský Eobanas Hessus (1488–1540), autor Chvály pakostnice (Ludus podagrae), v souladu s dobovou módou komicky vytvářející z nemoci postavu, jíž se lidé koří jako knížeti, a Nicodemus Frischlin, považovaný za nejdůležitějšího německého humanistického dramatika. K jeho dílům patří Paní Wendelgarda (Frau Wendelgard, 1579), Zuzana (Susanna, 1578) či Oživlý Julius (Julius Redivivus, 1585), přivádějící do dobového Německa oživlého Caesara a Cicerona.
V lyrickém básnictví se obdiv vůči římský satirikům (od Horatia po Persia) projevoval oblibou epigramů, hojně byly psány také heroidy, eklogy, elegie a ódy (nejčastěji chvály osoba a popisy měst) a také cestopisné básně. Eobanus Hessus se stal autorem Zpěvu pastýřského (Bucolicon, 1509), Křesťanských hrdinek (Heroides christianae, 1514) nebo Žalozpěvů za velké a slovutné muže (Illustrium ac clarorum virorum Epicedia, 1539). Euricius Cordus je kromě svých Epigramů (Epigrammata, 1517 a 1520) významný první v Německu vydanou cestopisnou básní Hodoeporicon (1515). Petrus Lotichius se počítá k mistrům novolatinské poezie a jeho verše vyšly v publikaci Kniha žalozpěvů a knížka písní (Elegiarum Liber et Carminum Libellus, 1551). Ve druhé polovině 16. století pak působili básníci jako Paul Schede (zvaný Melissus) a Johannes Posthius, jejichž tvorba je již vnímání jako předzvěst barokního básnictví.

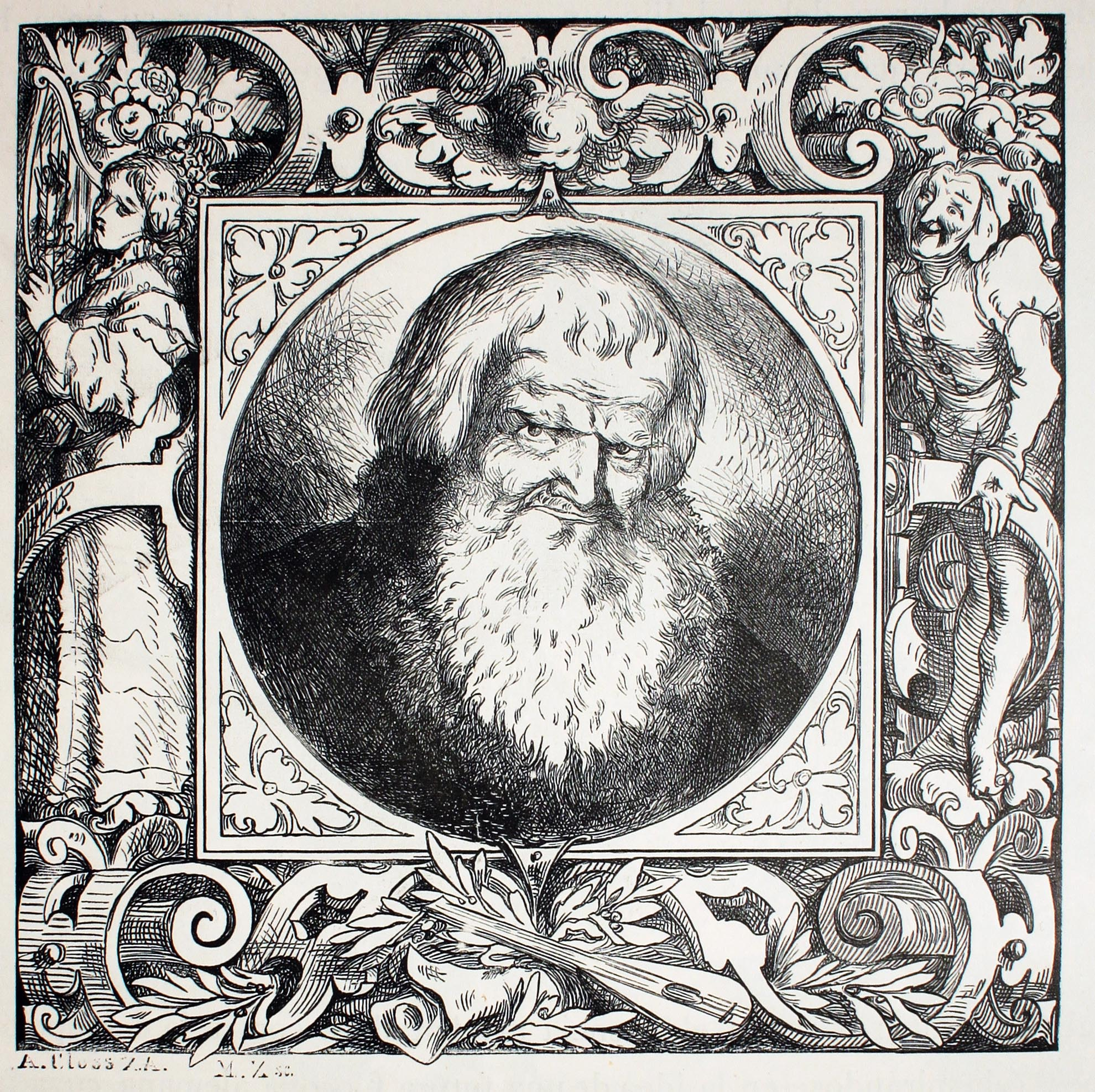
Hans Sachs, norimberský švec, básník a meistersinger na vyobrazení z roku 1882

Nepřehlédnutelným hnutím v německém 16. století byla reformace. Určujícím momentem se pro ni stala literární činnost Martina Luthera, zejména překlad bible do němčiny, jeho traktáty jako například Traktát o překládání (Sendbrief vom Dolmetschen, 1530) a náboženské písně. Lutherův spolupracovník Philipp Melanchthon je znám teologickým dílem Obvyklé otázky v teologii (1521), jímž navázal na myšlenky staršího humanistického myslitele Rudolfa Agricoly. Reformační myšlenky se šířily také pomocí letáků, jejichž významným autorem byl Johann Eberlin von Günzburg (asi 1470–1533). Zároveň došlo k neobyčejnému rozvoji mravoučné bajky. Ve druhé polovině 15. století byly otištěny bajky Ulricha Bonera a německý překlad Ezopa, což značně ovlivnilo další publikace v tomto žánru. K výrazným protestantským bajkařům patřili Erasmus Alberus (asi 1500–1533) a Burkhard Waldis (1490–1556), ale také samotný Martin Luther. Reformační dramata psal Ulrich von Hutten, ve svých hrách jako Horečka (Febris, 1518/1519) či Štěstěna (Fortuna, 1519) alegoricky pranýřující kleriky, a dále Pamphilus Gengenbach, Švýcar Niklas Manuel nebo Alsasan Johannes Sturm, tvůrce štrasburské latinské školy. V Sasku psal biblické hry v terentiovském stylu Joachim Greff (asi 1510–1552). Dalšími dramatiky pak byli Sixtus Birck z Augsburgu, Paul Rebhun, tvůrce nejvýznamnější reformační hry Duchovní hra o bohabojné a cudné paní Zuzaně (Ein Geistlich spiel von der Gotfurchtigen und keuschen Frawen Susannen, 1535), a pozdní norimberský autor Jacob Ayrer (1543–1605). K nejoblíbenějším dobovým osobnostem patřil norimberský švec Hans Sachs, autor mnoha básní, například alegorického Wittenberského slavíka (Die wittembergisch nachtigall, 1523), a sexualizovaných frašek a masopustních her jako Vyřezání bláznů (Das narren schneyden, 1536). Dramata, masopustní hry a švanky sestavoval Jörg Wickram, německý zakladatel měšťanského prozaického románu.
15. a 16. století se v německých zemích neslo také ve znamení neobyčejného rozmachu satiry. Georg Rollenhagen například zpracoval starořeckou Žabomyší válku (Batrachomyomachii) do podoby své vlastní Žabomyší vojny (Froschmeuseler, 1595), alegorického zpodobnění dobových náboženských sporů a válek. Sebastian Brant se proslavil svou Lodí bláznů (Das Narrenschyff, 1494), výsměšným obrazem prudce se měnícího světa. K vrcholům dobové satiry patřila také protireformační publikace O velkém bláznu Lutherovi (Von dem großen Lutherischen Narren, 1522) františkánský mnich Thomas Murner. Johann Fischart naopak zesměšňoval katolictví, kupříkladu v Kloboučku jezuitů (Jesuitenhütlein, 1580), ale psal i satiry entšpíglovské nebo zvířecí. Z dobové slovesnosti nelze opomenout ani napínavé knížky lidového čtení a erotické a přízemní švanky, značně populární mezi lidovými čtenáři.

### Nizozemsko

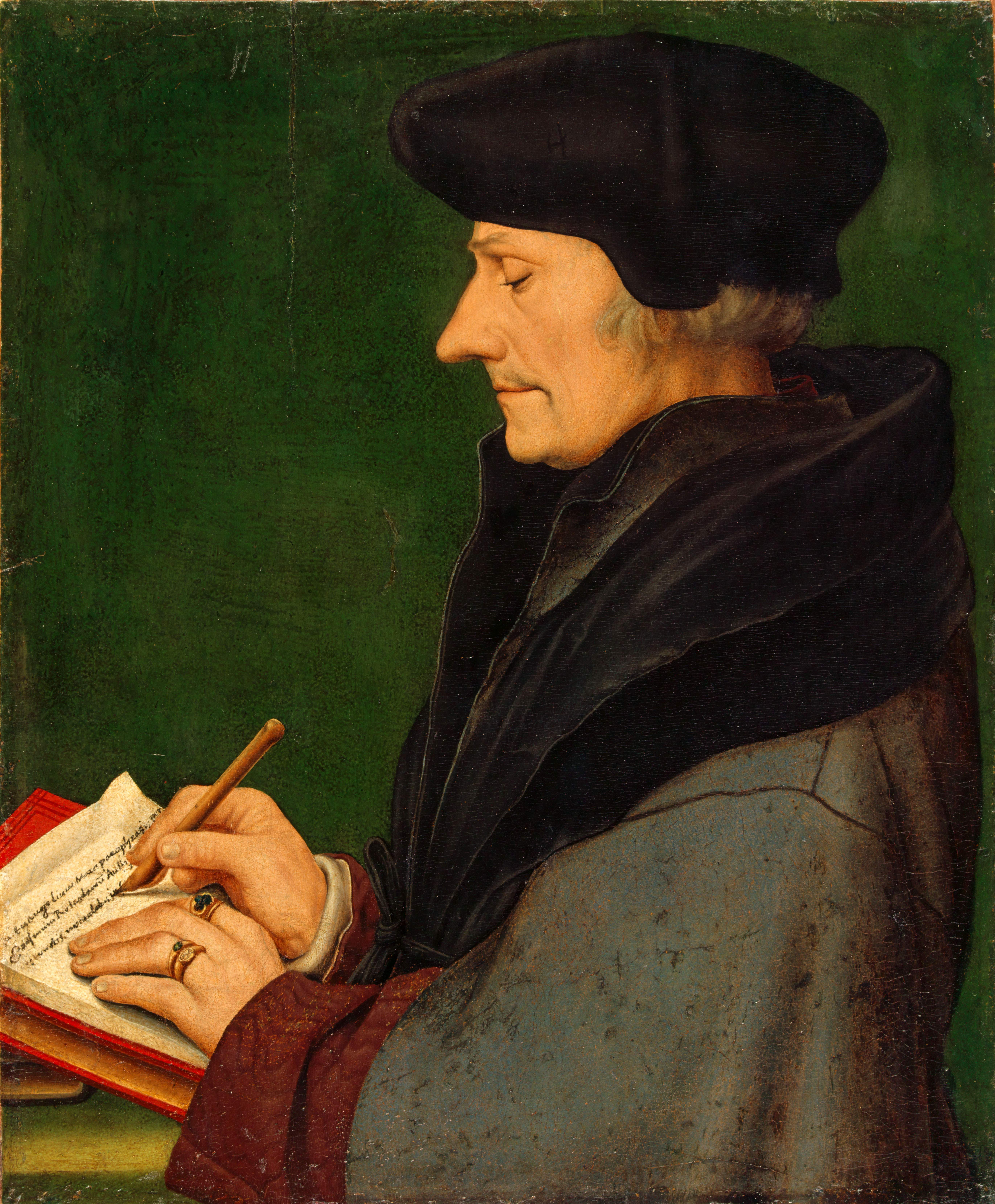
Nejslavnější humanista pocházející z Nizozemí, Erasmus Rotterdamský na portrétu Hanse Holbeina mladšího (1523)

Humanistické myšlenky vědecké a pedagogické v nizozemských oblastech vzklíčily již v 15. století a jsou spojeny s osobností Rodolpha Agricoly (1444–1485), jednoho z prvních zaalpských znalců řečtiny a hebrejštiny, a zejména Erasma Rotterdamského (1466/1469–1536). Oba tito latinsky píšící velikáni často cestovali a působili také v německých zemích a v Itálii. Erasmus působil mimo jiné jako rádce Karla V. si získal značnou proslulost zejména svou Chválou bláznovství (1511), přeloženou již v roce 1513 také do češtiny.

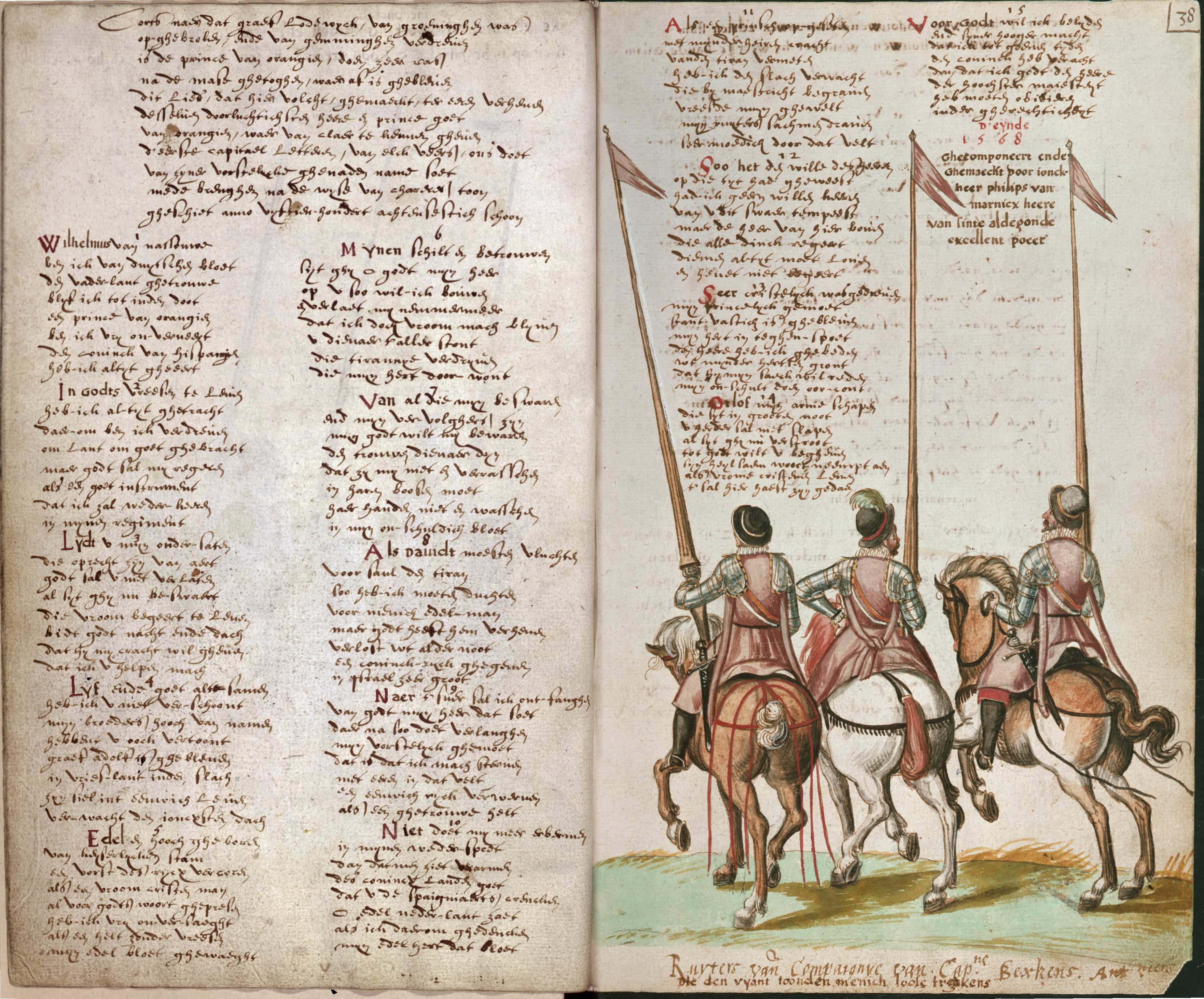
Nejstarší dochovaný zápis pozdější nizozemské hymny Wilhelmus (70. léta 16. století)

Počátek renesance je v nizozemské umělecké literatuře spojen s činností řečnických komor, jež se v 16. století zaměřovaly stále více na moderní poezii (například formu sonetu) a morální hry. Tento přerod byl doplněn nástupem reformace a posléze Nizozemskou revolucí, vleklým konfliktem, trvajícím od roku 1568 a přerušeným až dvanáctiletým příměřím v roce 1609. V řečnických komorách působili například Anthonies de Roovere nebo Egbert Meynertsz, skladatel mnoha refrénů, krátkých alegorických básní. K nejnadanějším básníkům 16. století patřila také školní ředitelka Anna Bijnsová (1493–1575), militantně katolicky a feministicky zaměřená autorka. Šíření nových myšlenek napomáhal především knihtisk – Nizozemsko se v 16. století stalo tiskařskou velmocí. V první řadě se na tom podílely multikulturní Antverpy, kde působil mezi jinými také Francouz Christophe Plantin (asi 1520–1589). Renesance se však proti ostatním západoevropským zemím začala v plné síle projevovat později, ve druhé polovině 16. století, a to především v měšťanském prostředí. Například z Leidenu pocházeli básníci Jan van Hout (1542–1609) a Janus Dousa (1545–1604). Rozšířeným žánrem byly písně vydávané ve zpěvnících. Nejslavnější politickou skladbou byl Wilhelmus (asi 1568) vysvětlující počínání prince Oranžského a zařazovaná do souboru Nový zpěvník gézů. Tato píseň se později stala nizozemskou hymnou. Protestantské náboženské zpěvníky se skládaly převážně z žalmů, které překládali převáděli exulanti Jan Utenhove a Lucas de Heere a později přísný kalvinista Petrus Datheen. Z katolické písňové tvorby lze jmenovat Zahrádku duševních slastí (Het prieelken der gheestelijker wellusten, 1587) bruselské autorky Kathariny Boudewijnové. K náboženské literatuře se řadila rovněž satirická díla, nejslavnějším z nich je anonymně vydaný Včelín svaté církve římské (Byencorf der Heilighen Roomschen Kercke, 1569), přisuzovaný Filipsovi van Marnix. Malíř Dirck Volkertszoon Coornhert (1522–1590), umírněný katolík, byl ve svých spisech naopak prosazovatelem umírněného a chápavého křesťanského učení a mimo jiné autorem nové koncepce kázeňských institucí.
Latinskou humanistickou poezii reprezentuje v Nizozemsku v renesanční epoše Janus Secundus (1511–1536), autor sbírky Polibky (Basia, knižně 1536). Pisatelem lékařských publikací byl Andreas Vesalius (1514–1564), učebnice a divadelní hry vydával Georgius Macropedius (1487–1558). Náboženstvím a politikou se zabýval Justus Lipsius, otázky starověké dějinné chronologie zkoumal Joseph Justus Scaliger, působící na Leidenské univerzitě. V nizozemštině psali poezii Lucas de Heere (1534–1584), autor prvního nizozemského sonetu, a Jan van der Noot (1536/1539–1595/1601), inspirovaný francouzskou skupinou Plejáda. Karel van Mander (1548–1606) se jako první zabýval v nizozemském jazyce dějinami umění. K velkým nizozemským cestopiscům konce 16. století patřili Jan Huyghen van Linschoten (1563–1611), jehož texty líčí cestu na Dálný východ, a Gerrit de Veer (asi 1570 – po roce 1598).

### Španělsko

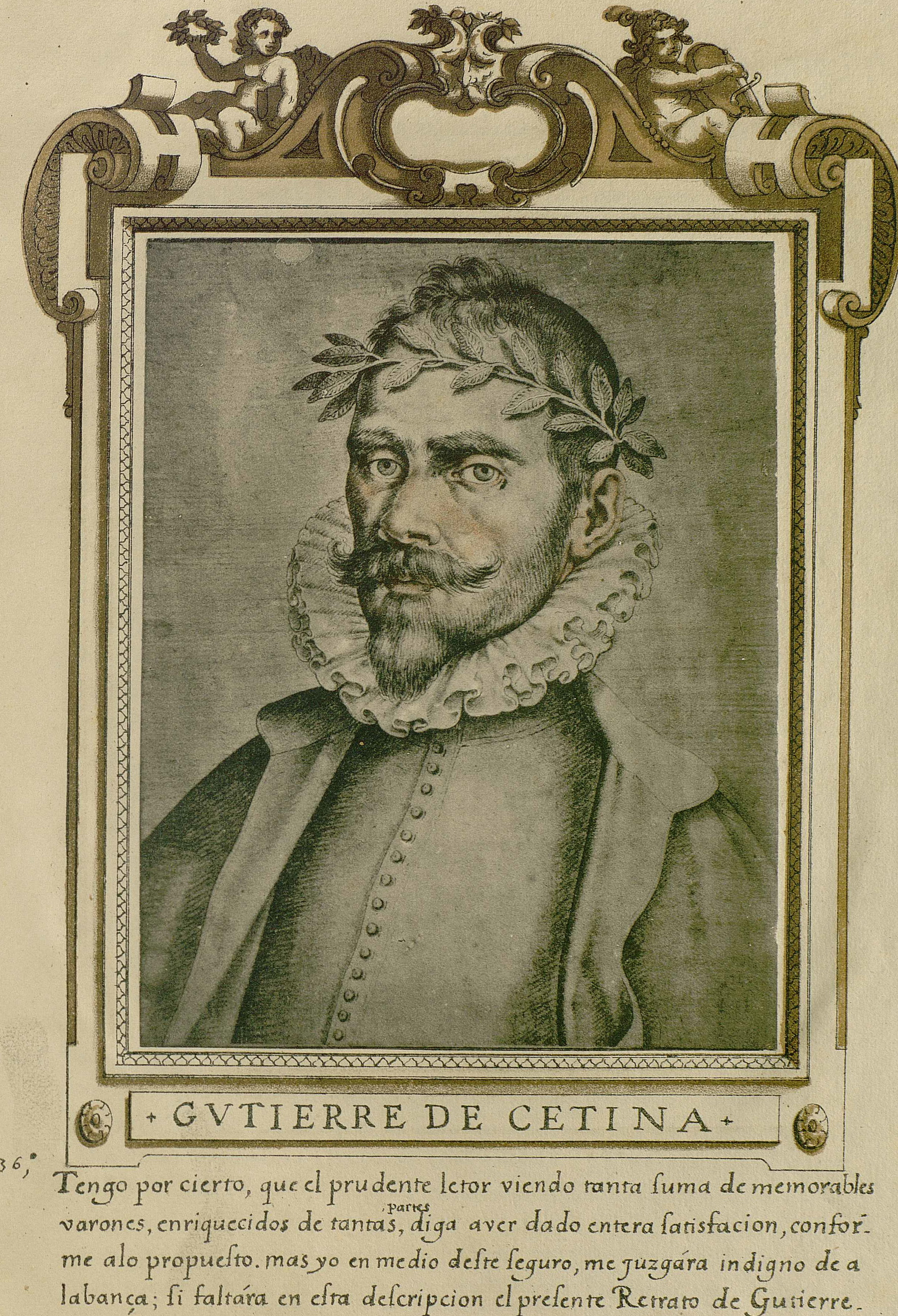
Gutierre de Cetina, španělský básník a madrigalista

Renesanční a humanistické vlivy působily díky stykům s Itálií na španělskou kulturu již od počátku 15. století. Pod vlivem velkých osobností, zejména Itala - Francesca Petrarcy se šířily nové poetické formy jako hendekasyllabus, sonet, kancóna, oktáva, tercína, óda a další, jakož i novoplatónské ideje lásky a krásy a ideál renesančního rytíře. Přijímání těchto vlivů bylo však bylo ve Španělsku velmi postupné a trvalo celé století. Teprve v poslední dekádě 15. století došlo k výraznějšímu přelomu, když byla v roce 1492 Antoniem de Nebrija (1444–1522) vydána Kastilská mluvnice a objevila se Celestina (neboli Komedie o Kalistu a Melibeji, nejstarší dochovaný výtisk 1499). Celestina je považována za první velké dílo španělské renesance, stojící přitom na rozhraní mezi dramatem a románem. Tímto desetiletím začal ve Španělsku zlatý věk, nazývaný také Siglo de Oro, který trval od roku 1492 po celou španělskou renesanci a baroko až do konce 17. století. Šestisvazkový překlad bible byl vydán v letech 1514–1517.
Na přelomu 15. a 16. století bylo také publikováno velké množství zpěvníků, například Obecný zpěvník (Cancienero general, 1511), Hernanda del Castillo. Doboví básníci se nechávali inspirovat lidovou tvorbou a vytvářeli umělé romance. Za talentované skladatele poezie na přelomu 15. a 16. století bývají považováni Juan Álvarez Gato, Garci Sánchez de Badajoz, Pedro Manuel Jiménez de Urrea a další. Ve 20. letech 16. století se pak prosadila generace, k níž patřil katalánský tvůrce Juan Boscán (1487/1492–1542), autor epické básně Héro a Leandros (podle příběhu Hérony a Leandra) nebo Boscánův mladší přítel Garcilaso de la Vega (1503–1536), pisatel nevelkého, ale vlivného básnického díla, převážně bukolického a milostného. Mezi další významné básníky se pak přiřadili madrigalista Gutierre de Cetina (1520 – asi 1557), mimo jiné tvůrce madrigalu Vy vážné oči jasné (Ojos claros, serenos), voják a vášnivý stoupenec Karla V. Hernando de Acuña (1520–1580), španělsky píšící Portugalec Francisco de Sá de Miranda (1481–1558), autor tradičních milostných písní a satir Cristóbal de Castillejo (asi 1490–1550) a historik Diego Hurtado de Mendoza (1503–1575).

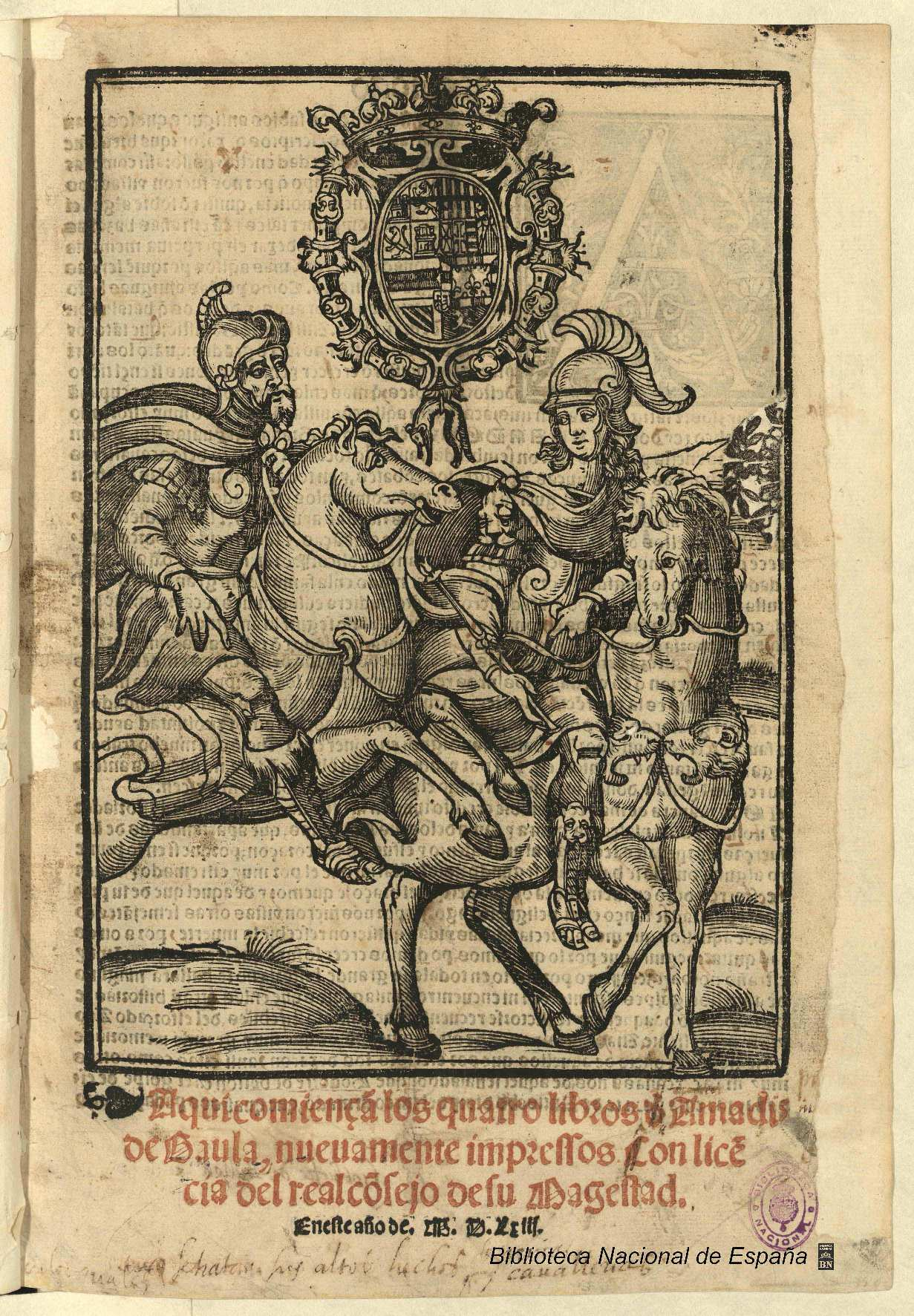
Ilustrace k rytířskému románu Amadís Waleský (vydání z roku 1563)

Z prozaických žánrů byly v době španělské renesance ve všech společenských vrstvách neobyčejně populární rytířské romány. Největší obliby dosáhl Amadís Waleský (Amadís de Gaula, nejstarší známé vydání z roku 1508), navazující na bretonský cyklus a vyprávějící o rytířských činech hlavního hrdiny a jeho lásce k sličné Orianě. Autor španělského Amadíse, Garci Rodríguez de Montalvo, vytvořil první tři knihy na základě starší verze, pravděpodobně původem z Portugalska, a čtvrtou knihu složil samostatně. Amadís se pak dočkal velkého množství pokračování a překladů. V oblasti renesančního dramatu se první velkou osobností stal Juan del Encina (1469–1529), jenž byl také autorem tří eklog o lásce – Eklogy o třech pastýřích (Égloga de tres pastores), Eklogy o Kristinovi a Febeji (Égloga de Cristino y Febea) a Eklogy o Plácidě a Vitorianovi (Égloga de Plácida y Vitoriano). Encinovým nástupcem se stal Gil Vicente (po roce 1645 – asi 1536), původem Portugalec, leč píšící španělsky. Známým se stal například trilogií Bárky (Las Barcas) nebo rytířským dramatem Amadis a Dom Duardos, inspiroval se však také lidovými fraškami, jak dokládá Hra o vílách (Auto das fadas) nebo Komedie o vdovci (Comedia del viudo). K raným dramatikům patřil též Bartolomé de Torres Naharo, ovlivněný italským prostředím a mísící ve svých hrách komediální a tragické prvky, což se stalo pro pozdější španělskou tvorbu charakteristickým (hry se však obecně označovaly jako komedie). Svou Komedií o Himeneovi, tematizující ohroženou rodinnou čest, se stala předchůdcem typických komedií pláště a dýky. Dramata psali také Hernán Pérez de Oliva (asi 1494–1531) či Micael de Carvajal (zemřel kolem roku 1530).
Žánr eseje pěstoval františkánský mnich Antonio de Guevara (asi 1480–1535) a také erasmovští humanisté Juan de Valdés (zemřel 1541), autor filologického Rozhovoru o jazyce (asi 1535), a jeho bratr Alfonso de Valdés (asi 1490–1532), slavný svou nábožensko-sociální satirou Rozhovor Mercuria a Charonta (Diálogo de Mercurio y Carón). K význačným dobovým historiografům se řadí Pero Mexía (1497–1551), Florián Ocampo (asi 1495 – asi 1558) či královský šašek Francesillo de Zúñiga (zemřel 1532) se svou skandální kronikou Kronika-historie (Corónica-Historia, 1527) a mnozí další. Cenné zprávy o Novém světě zanechal ve španělském prostředí Kryštof Kolumbus (asi 1451–1506), conquistador Hernán Cortés (1485–1547), ale také voják Bernal Díaz del Castillo (1492–1581) nebo kněz Bartolomé de las Casas (1470–1566), snažící se prostřednictvím svých zpráv zlepšit postavení domorodého obyvatelstva.

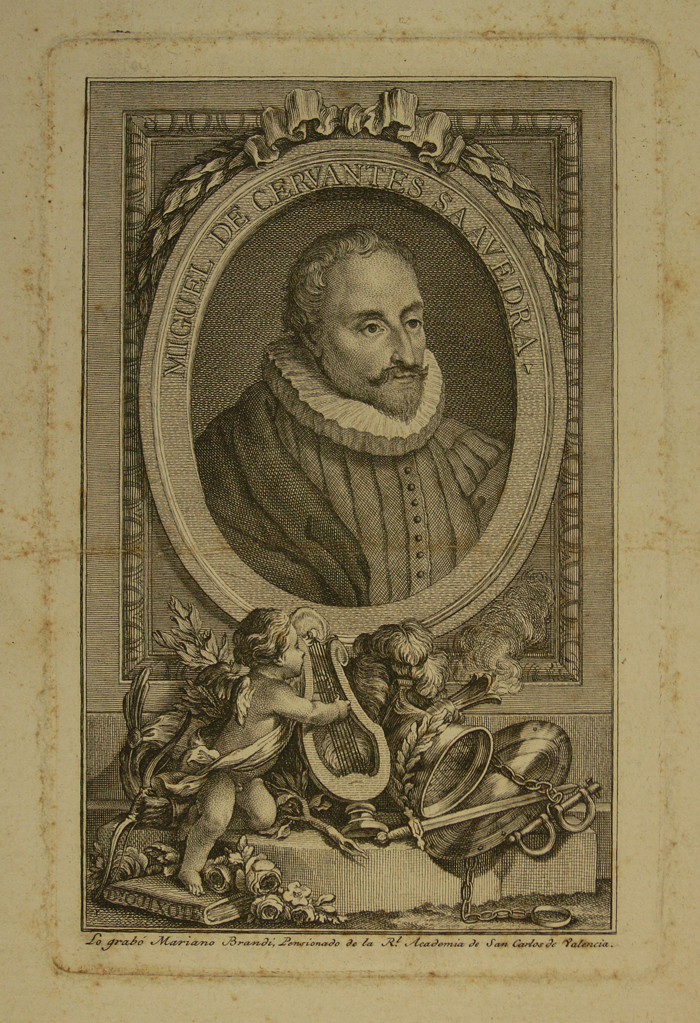
Miguel de Cervantes y Saavedra, patrně nejznámější španělský spisovatel, vyobrazení z 18. století

Od 30. let 16. století začaly být humanismus a erasmovské smýšlení ve Španělsku potlačovány, což znatelně proměnilo literární klima. Ve druhé polovině století se vynořila dvě nová centra básnictví – v Seville založil Fernando de Herrera (1534–1597) sevillskou školu a v Salamance vznikla salamanská škola, zahrnující tvůrce jako Franscisco de la Torre, Francisco de Aldana (1537–1578) a další. Prudce se rozvíjel rovněž španělský mysticismus, založený na extatickém a intuitivním spojení s Bohem. K prvním významným tvůrcům v této oblasti patřil kazatel a asketik Luis de Granada (1504–1588), největší proslulosti ovšem dosáhla karmelitská zakladatelka klášterů Terezie od Ježíše (známá také jako Terezie z Ávily, 1515 –1582), augustinián Luis de León (1528–1591) a Jan od Kříže (1542–1591), autor tří významných básní Temná noc duše (Noche oscura del alma), Duchovní zpěv (Cántico espiritual) a Plamen lásky živý (Llama de amor viva).
Z rozsáhlé španělské renesanční epiky lze jmenovat třídílný epos Araukana (1569–1589) Alonsa de Ercilla (1533–1594) a také četné bukolické neboli pastýřské romány, idealizující život v přírodě, a maurské romány, využívající orientální tematiku. K autorům pastýřských románů patřil Jorge de Montemayor (asi 1520–1561) či Gaspar Gil Polo (zemřel 1585), maurské romány tvořil Ginés Pérez de Hita (asi 1544 – asi 1619). Zrození pikareskního románu je spojeno s prózou Lazarillo z Tormesu (1554) neznámého autora. Romány, v nichž vychytralý pícaro slouží mnoha pánům a cestuje po světě, pak nadlouho zůstaly součástí španělského písemnictví. Zdaleka nejproslulejším autorem španělského zlatého věku se však stal Miguel de Cervantes y Saavedra (1547–1616), autor mimo jiných prací také Příkladných novel (Novelas Ejemplares, 1590–1612), a zejména románu Důmyslný rytíř Don Quijote de la Mancha (El ingenioso hidalgo Don Quixote de la Mancha, první díl 1605, druhý díl 1615). Toto dílo, celosvětově vydávané a známé, bývá často považováno za první moderní román a spojuje v sobě parodii na rytířské i pastýřské prózy s četnými společenskými komentáři a intertextuálními hříčkami. Na přelomu 16. a 17. století se také značně rozhojnily divadelní hry, k jejichž tvůrcům patřili v té době antikizující autoři jako Alonso López Pinciano (zemřel po roce 1627) či Cristóbal de Virués (1550–1609) a také národní dramatikové Lope de Rueda (zemřel 1565) a Juan de la Cueva (1543–1610). Španělské renesanční drama pak završil Lope de Vega (1562–1635), jehož pozdní tvorba spadá již do éry baroka.